# Liste de découvertes et inventions liées au hasard
 (février 2014).

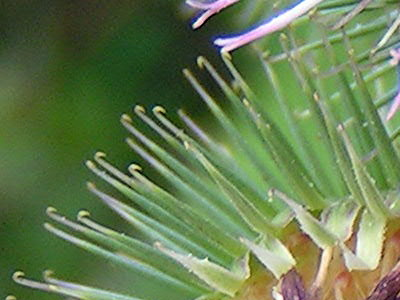
1941. Le Velcro.

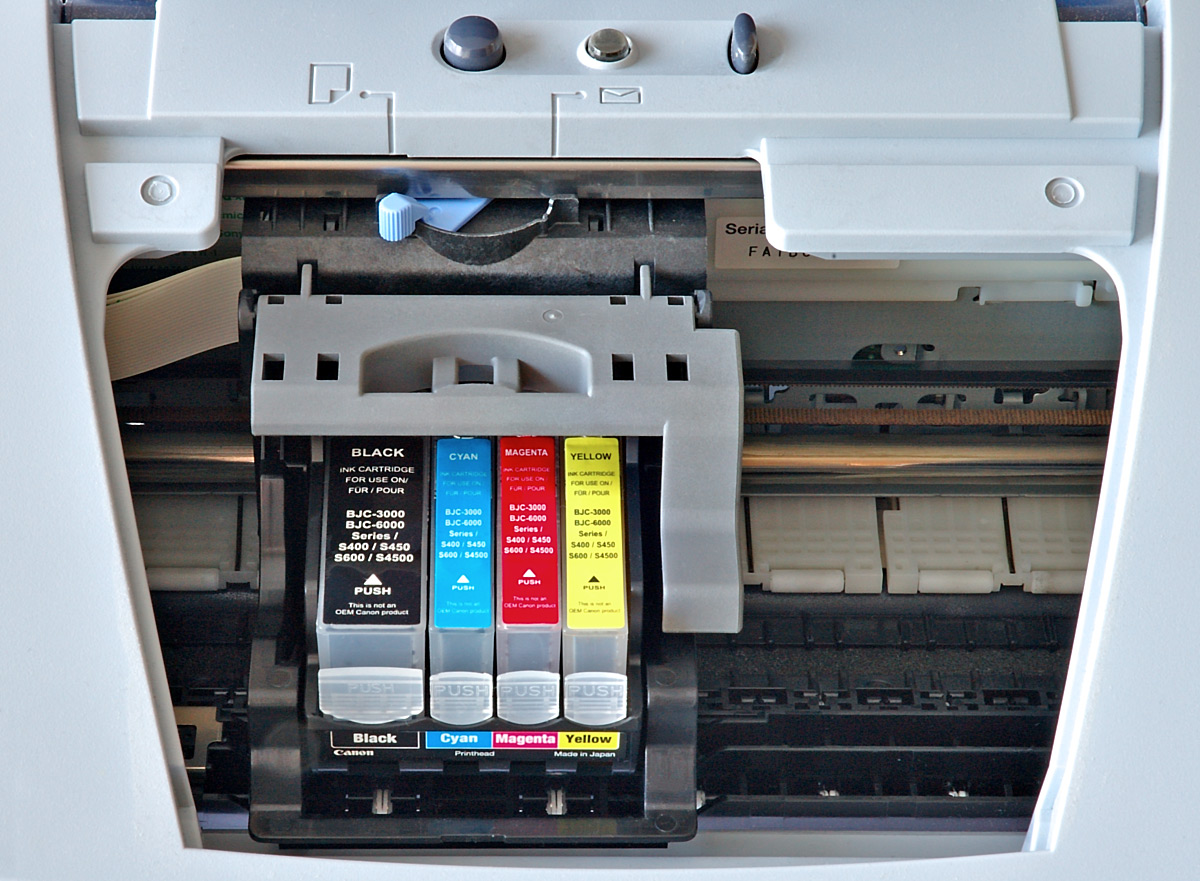
1977. L'imprimante à jet d'encre.

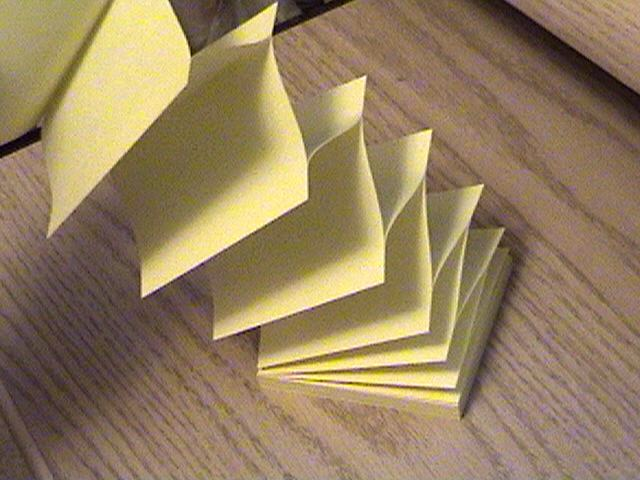
1980. Le Post-it.

On trouvera ci-dessous une liste de découvertes, d'inventions et d'innovations faites par accident, à la suite d'un concours imprévu de circonstances ou par hasard – ce qu'il est devenu courant d'appeler, sous l'influence du livre de Royston Roberts, Serendipity: Accidental Discoveries,  les découvertes et inventions faites par sérendipité.

Elle regroupe sous ce concept des découvertes et des inventions très différentes..

La sérendipité apparaît alors souvent, tout simplement, comme une manière irrationnelle de faire des découvertes, des inventions et des innovations :
- par accident[1] ;
- par un concours de circonstances[2] ;
- par erreur[3] ;
- par hasard pur[4] ;
- par inadvertance ;
- par maladresse[5] ;
- par mégarde[6] ;
- par négligence professionnelle[7].

L'impact économique, social et culturel de ces découvertes, inventions et innovations faites par accident ou par hasard n'a aucun rapport avec leur notoriété médiatique, comme entre l'hélice de bateau de Pettit qui a révolutionné la navigation et le Post-it, toujours cité.[réf. nécessaire]

## Géographie maritime

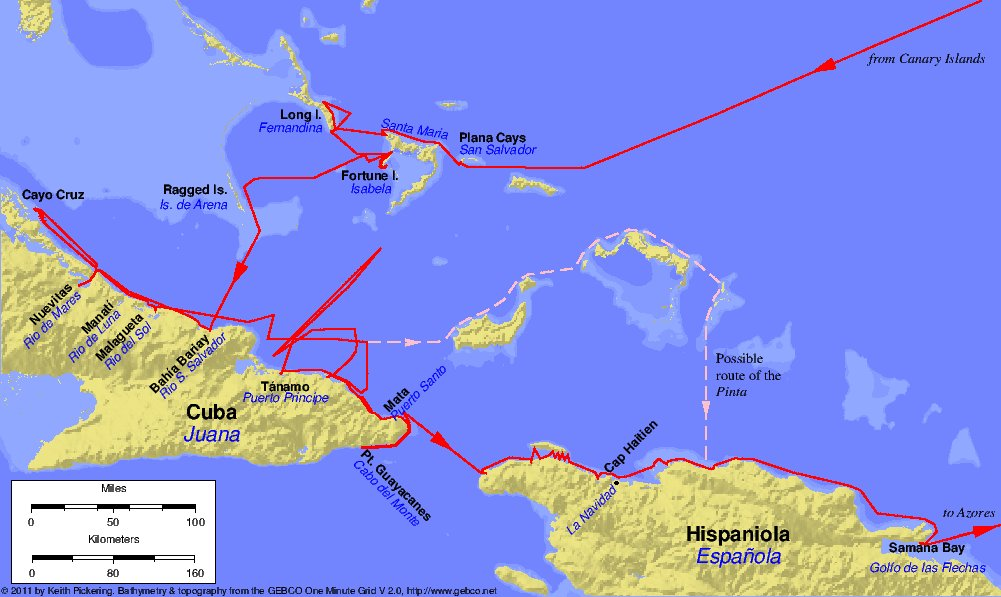
1492. Le premier voyage de Christophe Colomb. Il découvre l'ile de San Salvador, puis celle de Cuba, à la suite d'une erreur de calcul d'environ 10000 km.

La plupart des îles ont été découvertes par hasard.
- 1492. L'Amérique, "découverte" le 12 octobre par Christophe Colomb alors qu'il cherchait à rallier le Japon (Cipango) et la Chine (Cathay) de Marco Polo  par le chemin du Ponant (par l'Ouest). L'attribution de la découverte est toutefois contestée, notamment car Colomb lui-même n'a jamais admis avoir abordé une nouvelle terre, persuadé qu'il avait plutôt atteint une partie méconnue de l'Asie du Sud-Est appelée « Indes orientales ».
- 1502. Île Sainte-Hélène.
- 1522. Découverte de l'Australie par l’explorateur portugais Cristóvão de Mendonça alors qu'il cherchait un passage pour contourner l'île de Java. Les Chinois l'avaient découverte au XIIe siècle sans jamais l'explorer ni même y poser le pied.
- 1535. La découverte des îles Galápagos le 10 mars par le dominicain Tomas de Berlanga, quatrième évêque de Panama. Celui-ci s'était embarqué pour le Pérou en vue de régler une dispute entre Francisco Pizarro et ses lieutenants. Les vents s'étant arrêtés, son vaisseau se mit à dériver et le courant le poussa vers les îles.
- 1606. Tahiti.
- 1774. La Nouvelle-Calédonie[Par qui ?][Comment ?].
- 1778. Hawaï découverte par James Cook, alors qu'il cherchait le passage du Nord-Ouest.

## Géographie terrestre
- 1848. La ruée vers l'or : James Wilson Marshall, charpentier, construit une scierie dans la Sierra Nevada sur l'American River, à Coloma pour le compte de John Sutter. Le 24 janvier, il inspecte le cours d'eau au bord de son atelier. Il a soudain l'œil attiré par un scintillement au fond de la tranchée. Et, il déclenche, malgré lui, la ruée vers l'or de l'ouest américain.
- 2000. Les cheminées hydrothermales (terrain hydrothermal de Lost City) découvertes par Kelley, Karson et Gretchen Früh-Green, engagés dans une expédition afin d'étudier comment la montagne Atlantis s'était formée et déformée depuis ces deux millions d'années. Le 4 décembre, à la fin de l'expédition, grâce à une caméra optique, ils observent une fracture dans le manteau rocheux, une cheminée hydrothermale[à vérifier].

## Astronomie
- 1802. L'astéroïde (2) Pallas par Heinrich Olbers. Découvert fortuitement le 28 mars par Heinrich Olbers tandis que l'astronome tentait de retrouver Cérès à l'aide des prédictions orbitales de Carl Friedrich Gauss. Charles Messier avait été cependant le premier à l'observer en 1779 alors qu'il suivait la trajectoire d'une comète, mais il avait pris l'objet pour une simple étoile de magnitude 7.
- 1964. Les physiciens américains Arno Penzias et Robert Woodrow Wilson découvrent par accident l'existence du fond diffus cosmologique (FDC ou CMB pour l'anglais cosmic microwave background, « fond cosmique de micro-ondes »). Il s'agit d'un rayonnement électromagnétique très homogène observé dans toutes les directions du ciel et dont le pic d'émission est situé dans le domaine des micro-ondes. On le qualifie de diffus parce qu'il ne provient pas d'une ou plusieurs sources localisées, et de cosmologique parce que, selon l'interprétation qu'on en fait, il est présent dans tout l'Univers (le cosmos), ce bruit de fond électromagnétique, presque isotrope, n'est pas lié à une étoile, une galaxie ou tout autre corps céleste,. Travaillant au Bell Labs Holmdel Complex dans le New Jersey, ils complètent la construction d'un radiomètre de Dicke dans le but d'étudier les phénomènes radioastronomiques et les communications par satellites. Le 20 mai 1964, ils démontrent sans ambiguïté l'existence du CMB, même si l'instrument présente une température de bruit supérieure à 4,2 K, ce qu'ils ignorent,. Lors d'une rencontre, les chercheurs de Princeton et des Bell Labs déterminent que le rayonnement du CMB est responsable de l'excédent de température de l'antenne. La découverte de Penzias et Wilson, annoncée en 1965, constitue le point culminant de plusieurs années de recherche. Dans l'article, ils expliquent qu'il s'agit d'un « rayonnement électromagnétique diffus isotrope, non polarisé, et sans aucune variation de type saisonnier, en provenance de l'Univers ». Les deux Américains sont récompensés du prix Nobel de physique de 1978 pour leur découverte fortuite.
- 1967. Les pulsars, par Jocelyn Bell et Antony Hewish. Les pulsars ont été découverts de façon quelque peu fortuite par Antony Hewish et son étudiante Jocelyn Bell qui étudiaient des phénomènes de scintillation réfractive dans le domaine radio et avaient de ce fait besoin d'un instrument mesurant des variations d'un signal radio sur des courtes durées (une fraction de seconde). L'instrument a de ce fait permis de détecter la variation périodique d'objets qui se sont avérés être des pulsars.
- 1977. Les anneaux d'Uranus (planète). La découverte ou redécouverte des anneaux d’Uranus est réalisée par hasard le 10 mars par les astronomes James L. Elliot, Edward W. Dunham et Douglas J. Mink, embarqués à bord de l'observatoire aéroporté Kuiper. Les astronomes veulent utiliser l’occultation de l’étoile SAO 158687 par Uranus pour étudier l’atmosphère de cette étoile. Or l’analyse de leurs observations met en évidence que l'étoile a été brièvement masquée à cinq reprises avant et après l’occultation par Uranus ; les trois astronomes concluent à la présence d’un système d’anneaux étroits.
- 2016. En septembre l’astronome amateur Victor Buso capture par hasard les images de la phase initiale de la supernova SN 2016gkg alors qu’il calibre son nouveau matériel[8],[9].

## Archéologie
Il y a deux façons de faire des découvertes archéologiques : par méthode (la découverte de Troie, le tombeau de Toutânkhamon, le buste de Néfertiti, etc.) et par chance ou par hasard. Les archéologues ont bénéficié, très souvent, de la sérendipité pour découvrir des témoignages du passé.
- 1653 : Un ouvrier (qui serait un sourd-muet nommé Adrien Quinquin[10]) travaillant à la démolition d'une maison, près de l'église Saint-Brice à Tournai, découvre le tombeau et le "trésor"[11] de Childéric Ier (premier roi de la dynastie des Francs mérovingiens à la filiation attestée), père de Clovis, roi des Francs[12].
- 1799 : la pierre de Rosette. Datant de 196 av. J.-C. et exposée à l'origine dans un temple, cette stèle gravée avait probablement été déplacée au début de l'ère chrétienne ou durant le Moyen Âge, et par la suite utilisée comme matériau de construction pour renforcer le Fort Julien près de la ville de Rashid (Rosette), dans le delta du Nil. Lors de la campagne d'Égypte de Napoléon Bonaparte, elle est redécouverte le 15 juillet lors de travaux de terrassement par un officier français, le lieutenant du Génie Pierre-François Bouchard qui en comprend immédiatement l'importance.

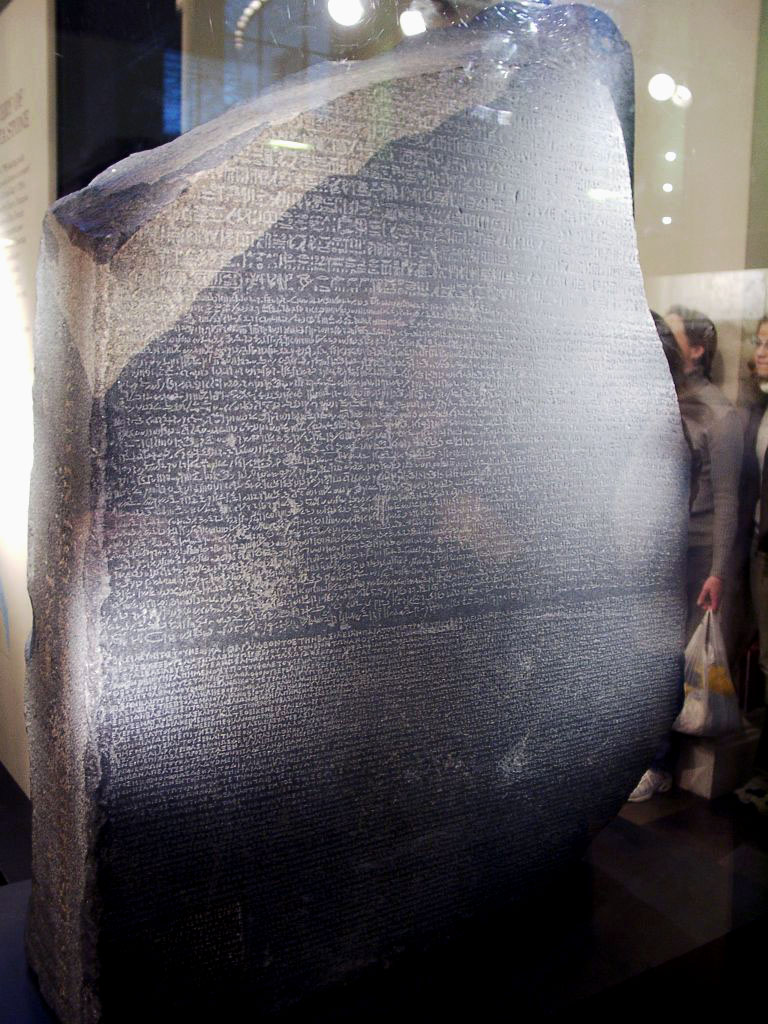
1799. La pierre de Rosette.

- 1820 : la Vénus de Milo découverte par hasard par un paysan à la recherche de pierres pour bâtir un mur autour de son champ.

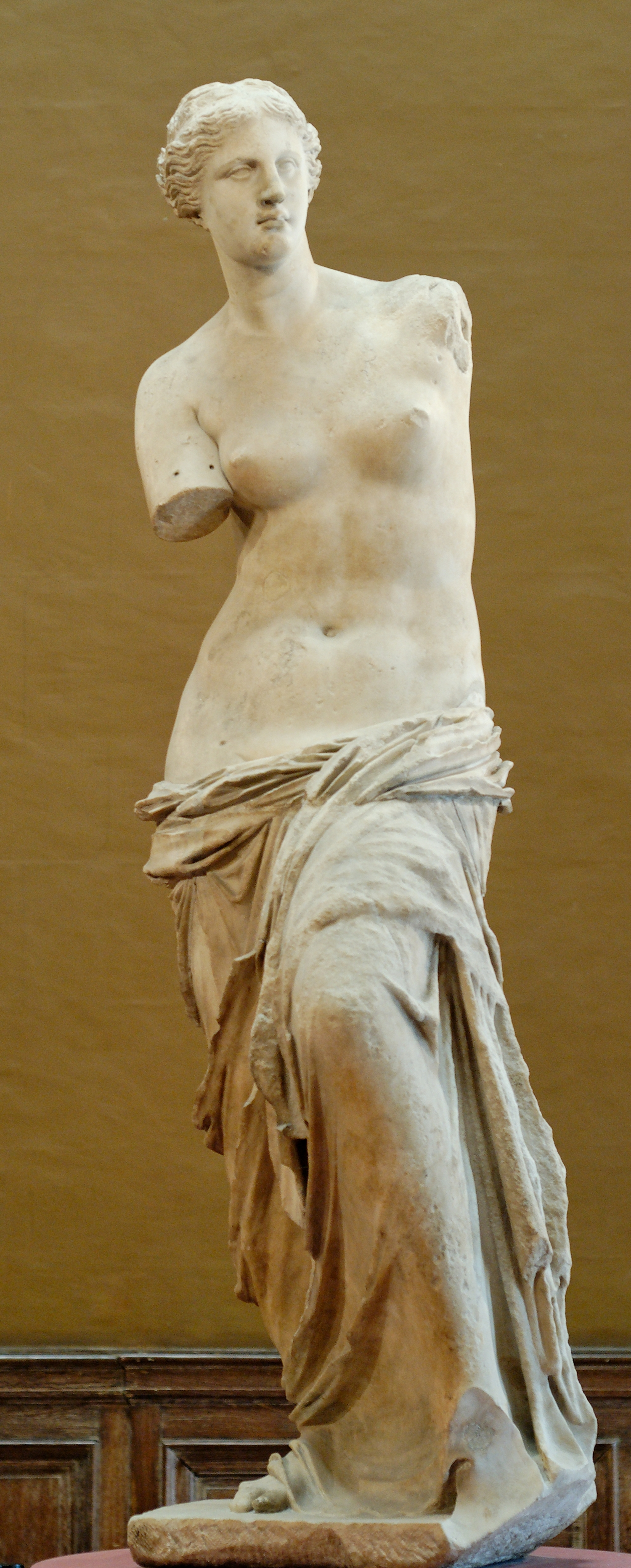
1820. La Vénus de Milo, mise à jour par hasard par un paysan.

- 1867 : découverte de l'astrolabe dit de Champlain. Il a été découvert par hasard, en août 1867, par un garçon dénommé Edward George Lee. Un vieux pin rouge est tombé dans un ruisseau. Le père du garçon avait tronçonné l'arbre en trois billots. Grâce à ses bœufs il tire sur un billot pour l'extirper de terre. Sa surprise est de découvrir un objet rond jaune avec des figures dessus, une arme, pointu à un bout et émoussé à l'autre bout.
- 1887 : les tablettes de Tell el-Amarna sont déterrées par un paysan en Égypte. Il découvre plusieurs centaines de tablettes portant des inscriptions cunéiformes. Il s’agit d’une correspondance vers 1360 av. J.-C. entre Akhénaton et les dirigeants de la Syrie et de la Palestine ainsi qu’avec les rois de Babylone, d’Assyrie et du Mitanni.
- 1939 : la découverte fortuite de Tanis par Pierre Montet qui cherchait Pi-Ramsès (capitale de la XIXe dynastie égyptienne) et Avaris (capitale des Hyksôs). Cet événement fut occulté par le déclenchement de la Seconde Guerre mondiale et le souvenir du trésor de Toutânkhamon.

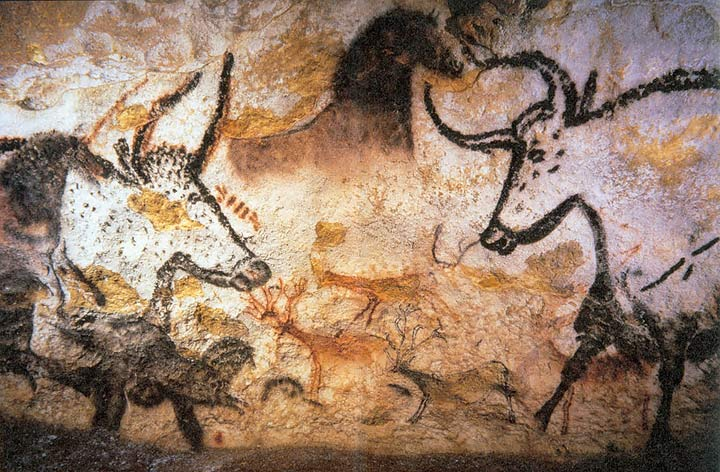
1940. La grotte de Lascaux, découverte par hasard grâce à un chien poursuivant un lapin.

- 1940 : découverte de la grotte de Lascaux, le 12 septembre. Grâce à son chien qui s'était engouffré dans un trou en poursuivant un lapin, le jeune Périgourdin Marcel Ravidat et trois camarades découvrent la grotte de Lascaux près de Montignac. Stupéfaits de trouver des peintures sur les parois, ils alertent leur instituteur Léon Laval. Quelques jours plus tard, le préhistorien Henri Breuil atteste qu'il s'agit de peintures pariétales du Paléolithique supérieur. Il baptise alors la grotte : « La chapelle Sixtine du Périgordien ». Le 27 décembre 1940, le site est classé monument historique.
- 1947 : les manuscrits de la mer Morte.

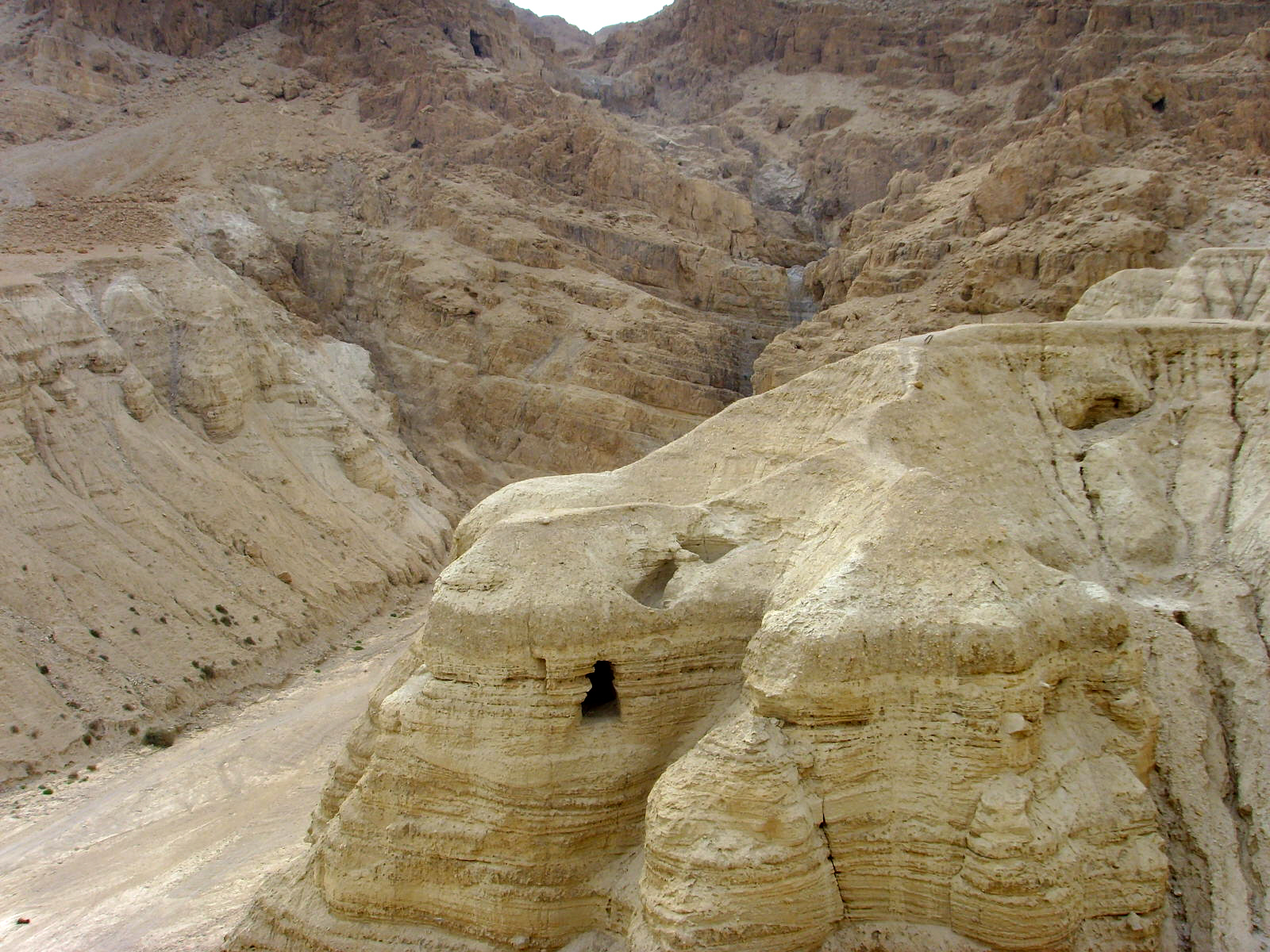
1947. Une des grottes dans lesquelles ont été trouvés par hasard les Manuscrits de la mer Morte.

Les Manuscrits de la mer Morte, découverts fortuitement par deux jeunes Bédouins dans la région de Qumran (désert de Judée). Dans de nombreuses grottes surplombant la mer Morte, les fouilles ont révélé ensuite près de cent mille fragments de vieux textes juifs, répartis en 870 manuscrits différents, dont 220 sont des textes bibliques de l'Ancien Testament.
- 1975 : trois mille statues de soldats sont découvertes en Chine par des paysans en creusant un puits. Il s'agit de la découverte du mausolée de l'empereur Qin, un immense tombeau (20 000 m2) du premier empereur du pays Qin Shihuangdi près de Xi'an. Il contient les statues de plus de six mille soldats et chevaux en terre cuite grandeur nature. Entamé en 221 av. J.-C., le chantier aurait duré trente-six ans et près de 700 000 ouvriers y auraient travaillé. Les guerriers ont tous des visages différents et sont armés, disposés en ordre de bataille.

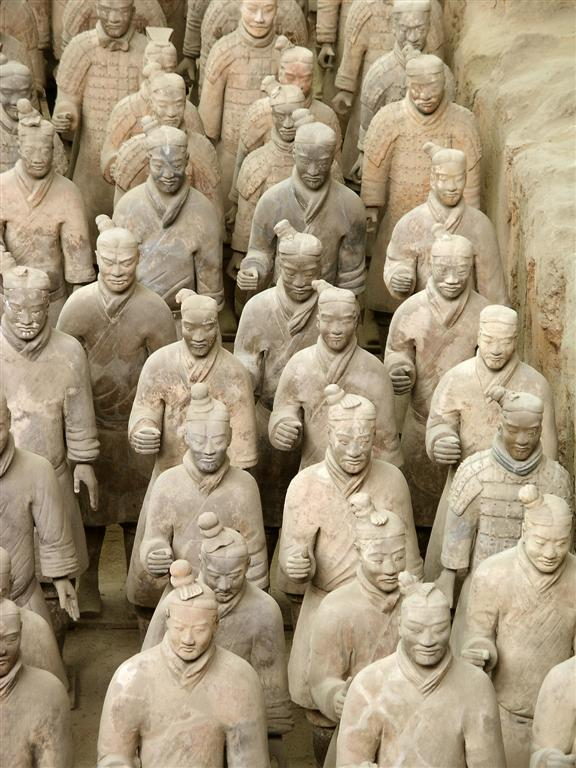
1975. Le mausolée de l'empereur Qin.

- 1980 : les cavernes de la Florentine Valley, en Tasmanie découvertes par hasard.
- 1985 : l'épave du Titanic. Le but original de cette expédition était de couvrir les recherches de deux sous-marins nucléaires américains.
- 1994 : le 18 décembre, découverte de la grotte Chauvet. Jean-Marie Chauvet, Éliette Brunel et Christian Hillaire découvrent une grotte préhistorique sur le cirque d’Estre en Ardèche. La grotte est ornée de peintures du Paléolithique supérieur (Aurignacien) et est jonchée d’ossements animaux.
- 1997 : découverte de Nécropolis. Jean-Yves Lempereur est appelé en renfort le 27 juin par le directeur des Musées et des sites archéologiques d'Alexandrie. La construction de l'autopont qui doit relier le port ouest de la ville à la route du Caire fournit cette découverte fortuite de la cité des morts d'Alexandrie. Le plan d'ensemble de la ville antique avec le tracé de ses artères apparaît alors, conforme à la trame des rues dessinée par Dinocrate de Rhodes, le premier architecte urbaniste.
- 1998 : Jean-Claude Bianco, un pêcheur marseillais, remonte dans ses filets une gourmette en argent gravée au nom de Saint-Exupery. Deux ans plus tard, Luc Vanrell, un plongeur professionnel, identifie les débris d'un avion par 85 m de fond près de l'île de Riou.

## Paléontologie
- 1852. La grotte d'Aurignac. Un ouvrier agricole, Jean-Baptiste Bonnemaison, occasionnellement carrier, à la recherche de cailloux pour empierrer la route, découvre une cavité dans le vallon de Rodes (ou Rhodes) à Aurignac. Il retire un os assez long en plongeant le bras dans l'orifice. Il soupçonne la présence d'une cavité souterraine et il creuse alors dans le talus pendant plusieurs heures. Il découvre un certain nombre de squelettes humains.

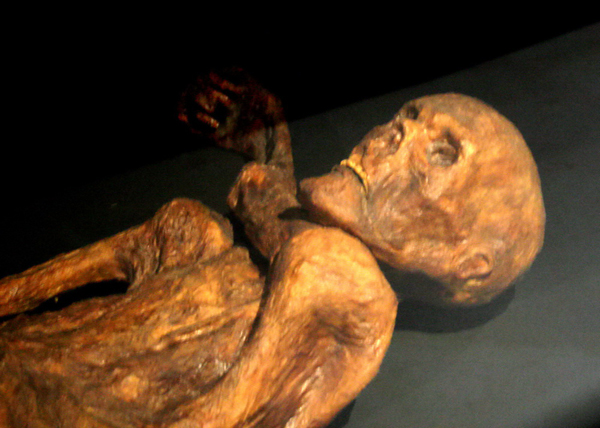
1991. La découverte fortuite d'Ötzi, une momie naturelle congelée.

- 1878. Découverte des Iguanodons de Bernissart, 1er avril. En Belgique, des mineurs font la découverte de vingt-neuf squelettes d'iguanodons à 322 mètres de profondeur. Les reptiles dinosauriens sont en parfait état et mesurent près de dix mètres de long.
- 1895. Le site préhistorique la Ferrassie, à la suite du terrassement d'une route. Mais il faudra attendre 1909, pour que Denis Peyrony découvre le premier squelette humain.

## Chimie

### Résultats fondamentaux
- 1811. La découverte accidentelle de l'iode par Bernard Courtois.[réf. nécessaire]
- 1963. L'électron hydraté. La découverte et l'analyse du rôle des fragments de courte vie, tel que l'électron hydraté ont permis une meilleure compréhension de la chimie radioactive. Cette découverte du « nouvel ion », on la doit à un chimiste, Edwin Hort, de la société Argonne, qui en compagnie d'un collègue britannique réalisaient des expériences sur la radiation pulsée de l'eau. À un moment donné, ils observèrent une bande d'absorption bleue sur le spectrophotomètre, c'était la signature de l'électron hydraté [réf. souhaitée].
- L'hélium 3 superfluide par Douglas Osheroff[réf. souhaitée].
- 2002. Le protonium [réf. souhaitée].

### Matières plastiques
Les polymères organiques artificiels furent utilisés depuis des siècles sous la forme de résine ou de gomme laque. Léonard de Vinci fit même des expériences à ce niveau en recouvrant différentes matières naturelles ou manufacturées. À la fin du XIXe siècle, le caoutchouc naturel tiré de l'hévéa, sous la forme d'une substance appelée le scrap, était largement utilisé. Finalement, les inventeurs ont appris à améliorer les polymères naturels. Par exemple, le caoutchouc naturel — le latex — était sensible à la température, devenait collant, exhalait une odeur désagréable aux fortes températures et devenait friable à froid. Charles Goodyear a découvert la vulcanisation.

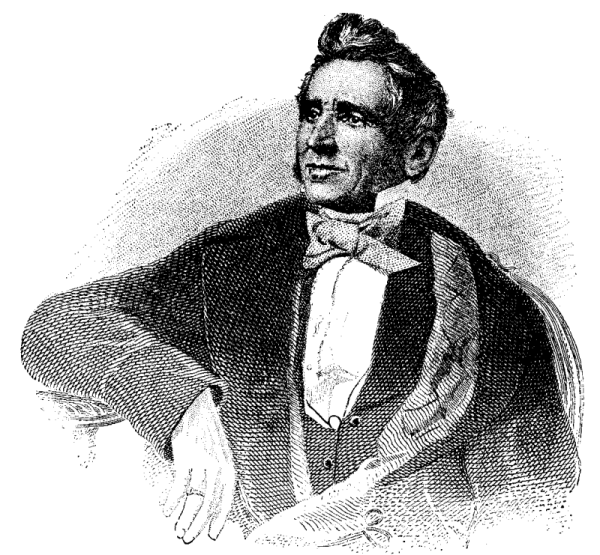
Charles Goodyear a mis au point la vulcanisation du caoutchouc naturel (le latex) à la suite d'une maladresse.

- La vulcanisation du caoutchouc par l'Américain Charles Goodyear. Par mégarde, il pose « un morceau de latex recouvert de fleur de soufre sur un poêle à charbon. Le produit finit par s'enflammer ». Dépité par sa maladresse, il jette le résultat par la fenêtre dans la neige. « Au matin, ramassant l'objet, il constate que le matériau possède une grande élasticité. »[13]. La vulcanisation consiste donc à cuire du caoutchouc naturel (issu du latex) avec du soufre. Celui-ci devient alors le caoutchouc que nous connaissons, plus tenace, plus résistant à l'abrasion, plus élastique, moins sensible à la température, imperméable aux gaz et fortement résistant aux produits chimiques et au courant électrique.
- 1856. Le Celluloïd. Un Anglais nommé Alexander Parkes, chimiste et métallurgiste, développa un « ivoire synthétique », la « pyroxline » en 1856, qu'il commercialisa sous le nom de Parkesine. Celui-ci était fabriqué à partir de la cellulose traitée avec de l'acide nitrique et un solvant. Le produit se durcissait en un matériau ressemblant à de l'ivoire qui était moulable lorsque chauffé. Afin d'atteindre une échelle suffisante pour abaisser ses coûts, Alexander Parkes devait construire une grande usine, ce qu'il n'arriva pas à réaliser. De plus, le matériau était fortement inflammable.

De son côté, un imprimeur américain du nom de John Wesley Hyatt s'étant coupé un jour le doigt, ouvrit son armoire à pharmacie afin d'apposer du collodion (solution de nitrate de cellulose dans de l'éther et de l'alcool) pour refermer sa blessure. La bouteille s'était renversée mais il observa qu'un résidu solide restait après l'évaporation du solvant. Il choisit, avec son frère Isaiah, de continuer ses recherches avec le nouveau solvant sur le nitrate de cellulose. Par la suite, ils utilisèrent le camphre, obtenu à partir du camphrier.
Puisque la cellulose était le composant principal, il appela la nouvelle synthèse le « celluloïd » en 1863. Son utilisation servit à fabriquer des produits comme les boules de billard, des peignes, des barrettes, des touches de piano, des empreintes de dents, des pellicules de films ou des vêtements. Le celluloïd était moins coûteux que ses concurrents directs comme l'ivoire naturel, la coque de tortue et les os.
- 1884. La viscose (soie artificielle), développé à Paris en 1884 par Louis Marie Hilaire Bernigaut, comte de Chardonnet, qui cherchait une façon de fabriquer de la soie. Il étudia le ver à soie et fit l'hypothèse qu'il pouvait trouver une formule liquide afin de faire expulser la fibre au travers de petits orifices. Il fit étrangement la même découverte que Hyatt à propos du collodion, et l'utilisa comme base de ses premières fibres. Il fabriqua son premier vêtement en 1884 qu'il présenta à l'exposition de Paris en 1891. Il appela ce nouveau matériau la Rayonne en 1924.
- 1898. Le polyéthylène est un cas de coïncidence induite. Il fut synthétisé, « par accident », par le chimiste allemand Hans von Pechmann, en chauffant en 1898 du diazométhane. L'idée était de tester l'effet de la combinaison de la pression et de la température sur certains gaz. En utilisant dans sa série d'investigations le gaz éthylène, comme dans le cadre de la découverte du Téflon, il s'aperçoit de la production d'un produit résiduel. Ses collègues Eugen Bamberger et Friedrich Tschirner ont analysé la substance blanche et cireuse, ils ont reconnu des longues chaînes -CH2- et la dénommèrent polyéthylène. Ils n'avaient pas la moindre idée de la possibilité d'utilisation de ce déchet.

Cependant, un jour, la sérendipité met en valeur ce nouveau polymère. J.N. Dean, un dirigeant de la société British Telegraph Construction and Maintenance Company, a entendu parler de ce nouveau plastique polymère. Il le testa pour l'isolation des lignes téléphoniques. Le succès probant permit de renforcer les recherches sur ce produit.
- 1945. Le Téflon (une marque de polytétrafluoroéthylène) découvert « par hasard » pour les uns, « par accident » (accidental discovery) pour les autres, par Roy Plunkett en 1945.

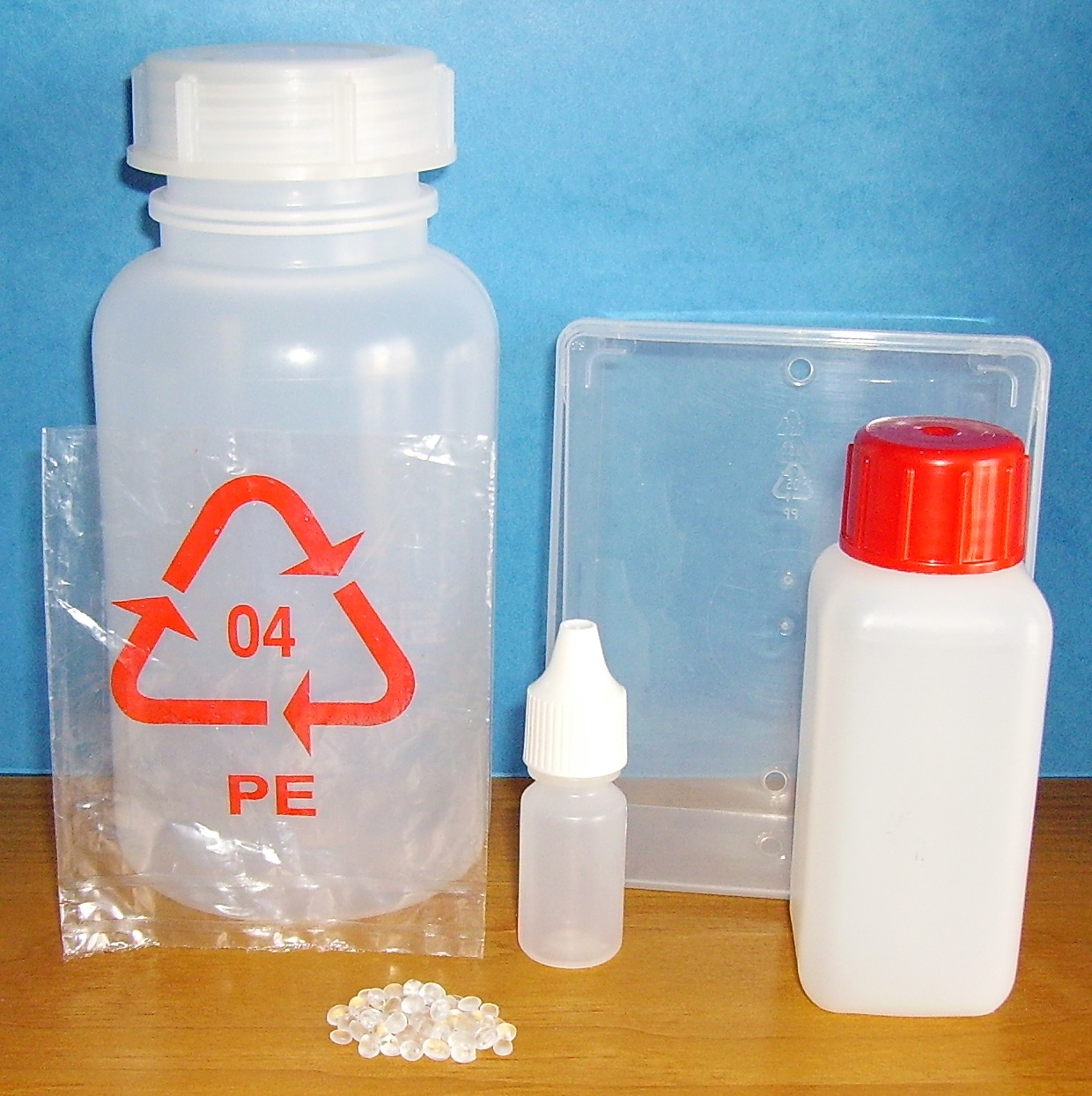
1945. Objets divers en polyéthylène (PE) et polypropylène (PP).

- Le thiokol par les chimistes Joseph C. Patrick et Nathan Mnookin[14].
- 1951. Le « polypropylène cristallin » par John Paul Hogan et Robert L. Banks en 1951[15]. Conduira au HDPE. Commercialisé sous la marque Marlex par Phillips.
- 1967. Les polymères conducteurs d'électricité (Polyacétylène). Jusqu'en 1967, les matières plastiques étaient considérées comme des isolants. Un groupe de chercheurs japonais étudient la polymérisation de l'acétylène en plastique. Au cours d'une mauvaise manipulation, un chercheur en formation se trompe dans les proportions de catalyseur. Il augmente de mille fois la dose idéale. Cependant, il obtient un film à reflets métalliques de couleur argenté et brillant. Il a l'apparence du métal, mais il n'est pas encore conducteur de l'électricité. Toutefois, cette sérendipité rapporta le prix Nobel de chimie en 2000. Car la collaboration entre le physicien Alan Heeger et les chimistes Alan MacDiarmid et Hideki Shirakawa a conduit à des expériences d'oxydation du film en utilisant la vapeur de diiode. Ainsi modifié, ce nouveau plastique est conducteur d'électricité.

### Chimie organique
- 1865 : découverte de la cyclicité du benzène par Kekulé.
- La synthèse chimique de l'urée (première molécule synthétisée) par Friedrich Woehler.[réf. souhaitée]
- Les composés organométalliques par Edward Frankland[réf. souhaitée]
- Les carbonyles de métaux tels que Ni(CO)4 découverts par Ludwig Mond[réf. souhaitée]

### Édulcorants intenses
On ne sait pas inventer une substance chimique qui ait un goût sucré, un édulcorant. La seule solution est de découvrir les substances qui en ont.
- 1879. La saccharine par Ira Remsen et Constantin Fahlberg de l'Université Johns Hopkins. La saveur sucrée de la saccharine fut découverte accidentellement par Fahlberg en allant dîner sans s'être correctement lavé les mains après avoir travaillé sur des dérivés de la houille avec Remsen.
- 1937. Le cyclamate par Michael Sveda. Comme pour la plupart des édulcorants artificiels, le pouvoir sucrant du cyclamate de sodium fut découvert par hasard par un étudiant chimiste Michael Sveda qui travaillait dans un laboratoire de l'Université de l'Illinois sur la synthèse d'un médicament antipyrétique. Il déposa sa cigarette sur le bord de sa table de laboratoire, et, quand il la remit à la bouche, il constata la saveur sucrée du cyclamate de sodium (de 30 à 50 fois plus que le sucre).
- 1965. L'aspartame, qui a fait la fortune de G.D. Searle, LLC (en).

Il fut découvert par hasard par James Schlatter, chimiste de la société G. D. Searle & Company, lors de la synthèse d'un tétrapeptide devant être testé comme médicament anti-ulcères.
L'aspartame était alors un intermédiaire de synthèse, et Schlatter goûta le produit par accident en humectant son doigt pour attraper une feuille de papier. Le goût sucré fut une découverte inattendue, l'acide aspartique et la phénylalanine n'étant pas sucrés. Le dipeptide non méthylé se révéla avoir une saveur amère. Schlatter synthétisa des composés de structure voisine, mais le produit original fut conservé et commercialisé sous le nom d'aspartame.
- 1967. L'acésulfame K, grâce à la découverte accidentelle de Karl Claus et Harald Jensen de Hoechst (aujourd'hui Nutrinova (en)). Après avoir trempé accidentellement ses doigts dans les produits chimiques avec lesquels il travaillait, Clauss les humecte avec sa langue pour saisir une feuille de papier. Il est environ 200 fois plus sucré que le sucre et n'apporte aucune calorie.
- En 1976, la sucralose par Shashikant Phadnis, un jeune étudiant indien du Queen Elizabeth College, à Londres.

Parlant mal l'anglais, Phadnis aurait confondu les mots test et taste.
On lui avait demandé de tester les propriétés du produit (apparemment composé dans l'optique de concevoir un insecticide), mais il aurait pris le mot test (« faites un essai ») pour taste (« goûtez »), et aurait effectivement goûté le produit, inconscient des risques pour sa santé. C'est ainsi qu'il découvre que les dérivés chlorinatés de saccharose sont plusieurs centaines de fois plus sucrés que le sucre.

### Colorants et teintures chimiques
- 1704. Le bleu de Prusse
- 1856. La mauvéine par William Perkin. Jeune étudiant anglais de 18 ans, Perkin tente de synthétiser la quinine par le procédé de l'oxydation d'aniline. Il obtient un poudre noirâtre qui l'intrigue et ne la jette pas. Cette poudre se dissout dans l'alcool pour donner une étonnante couleur mauve (ou pourpre ou violette suivant les cultures et les nuanciers). C'est la mauvéine, une nouvelle teinture pour la soie et le coton qui résiste au lavage et au soleil qui trouve un succès foudroyant auprès de la reine et de la cour d'Angleterre.
- 1897. L'indigo par Sapper, ingénieur chimiste qui laisse tomber accidentellement son thermomètre à mercure dans une de ses préparations. Le mercure agit comme catalyseur qui accélère de façon inattendue l'oxydation du naphtalène pour obtenir de l'anhydride phtalique, voisin de l'indigo.[réf. souhaitée]
- 1928. Le bleu monastral (en) par Arthur Gilbert Dandridge. Le revêtement du récipient en fer qu'il utilisait était défectueux et le fer catalysa la réaction.

## Physique

### Physique nucléaire

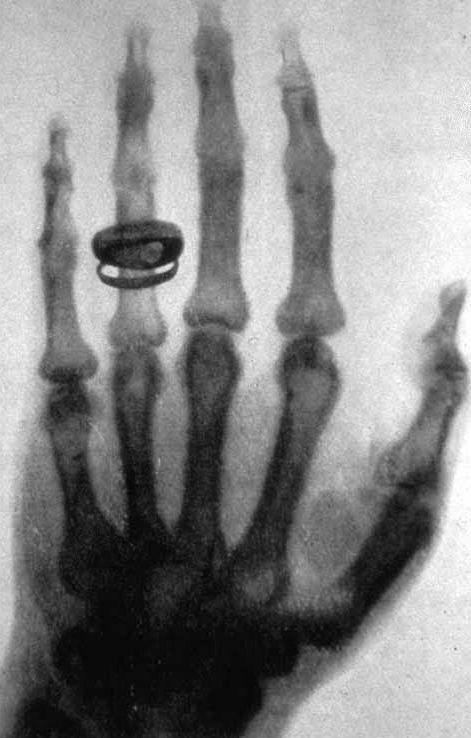
Radiographie par rayons X d'une main d'Albert von Kölliker.

- 1895. Les rayons X par Wilhelm Röntgen. Lors de ses expériences sur les propriétés de faisceaux d'électrons, à l’université de Wurtzbourg (Allemagne), Röntgen découvre qu'un tube de Crookes émet un rayonnement, auquel il donne le nom de « rayons X ». Ces émissions ont le pouvoir de traverser un papier opaque enveloppant le tube de Crookes et font scintiller un écran fluorescent situé sur une table voisine. En éclairant une main de son épouse au moyen de ce tube, il observe en arrière-plan l'image de ses os et de son alliance (en voyant le cliché, celle-ci se serait écrié : « J'ai vu ma mort ! »). Ainsi, les rayons X traversent la peau et la chair sans dommage, mais sont arrêtés par les os et le métal. Par la suite il améliore la technique et réalise des clichés plus nets, notamment celui d'une main de son ami Albert von Kölliker à l'occasion d'une présentation publique (voir illustration).
- 1896. La radioactivité par Henri Becquerel. À la suite de la découverte de Wilhelm Röntgen, Henri Becquerel effectue des recherches sur les liens entre rayons X et fluorescence. Il dépose du sel phosphorescent d'uranium sur des plaques photographiques enveloppées dans du papier noir. Un jour où Paris est ensoleillé, il expose le tout à la lumière. En développant les plaques, il remarque l'image des cristaux de sel d'uranium. Il pense que cela est dû aux rayons X de Röntgen. Il fait la déduction que l'énergie solaire est absorbée par l'uranium avant d'être réémise sous forme de rayons X. Il recommence ses expériences. Mais, le ciel parisien est couvert. Il interrompt ses essais et range ses plaques photographiques imprégnées de sel d'uranium dans un placard. Quelques jours plus tard, le ciel est bleu. Becquerel choisit de sortir ses plaques : il est surpris car il voit que les plaques ne sont plus vierges. Il distingue même l'image négative d'une croix de cuivre qui se trouvait entre l'uranium et l'une des plaques photographiques. Il en conclut qu'en l'absence de source d'énergie extérieure (comme le soleil), une substance inerte se montre capable d'émettre des rayons qui traversent le papier mais sont arrêtés par le métal. Henri Becquerel découvre ainsi la radioactivité, c'est-à-dire l'émission spontanée de radiation par un matériau.
- 1911. Le noyau atomique par Ernest Rutherford[réf. souhaitée].
- 1932. Le neutron par James Chadwick[17]. Il tentait d'étudier les lois physiques de l'interaction entre des particules alpha sur le béryllium. Il nota qu'un rayon gamma « dur » accompagnait la réaction. En explorant le sujet un peu plus, il trouva qu'il n'avait pas affaire à des rayons gamma mais à des neutrons.
- 1934. La radioactivité artificielle. Les époux Joliot-Curie (Frédéric Joliot-Curie et Irène Joliot-Curie) étudiaient la réaction de l'aluminium avec des particules alpha. Ils remarquèrent que la cible d'aluminium continuait à émettre des radiations même quand la source des particules était enlevée.
- 1939. Le baryum par la fission d'uranium par Otto Hahn et Fritz Strassmann. Quelques années plus tôt, Enrico Fermi et son équipe ont irradié de l'uranium avec des neutrons et pensaient avoir trouvé des éléments transuraniens. Reprenant ces travaux, Otto Hahn et Fritz Strassmann pensaient que cela devait être du radium. Une première étape dans l'isolation du radium est la coprécipitation du radium et du sel de baryum. Plus tard, la mixture est recristallisée et les deux éléments peuvent être séparés. Mais dans les produits provenant de l'uranium, la radioactivité précipitée avec le baryum ne pouvait plus être séparée de celle-ci. Ils avaient donc produit du baryum à partir de l'uranium. C'est en se posant une question de départ : est-ce que le radium est un produit d'irradiation de l'uranium ? qu'ils ont créé un ensemble approprié d'expériences visant à répondre à cette problématique. En dépit de la réponse négative, cette observation leur a donné raison a posteriori d'avoir persévéré dans leur juste démarche[réf. souhaitée]. Lise Meitner, physicienne autrichienne issue d'une famille juive, a joué un rôle déterminant dans ces découvertes, bien qu'elle ait été contrainte de quitter l'Allemagne en 1938, en entretenant une correspondance assidue avec Otto Hahn, et en le rencontrant clandestinement en novembre 1938 pour la planification des prochaines expériences.
- 1965. Le rayonnement fossile ou rayonnement thermique cosmologique, par Arno Penzias et Robert Woodrow Wilson.

### Nanotechnologie
- 1985. Les fullerènes.[réf. souhaitée]
- 1987. Cinq années après avoir observé les fullerènes ou C60, mais sans en comprendre véritablement la portée scientifique, Sumio Iijima reprend son observation. Il observe une forme d'épingle générée par la décharge des arcs d'électrode utilisés pour synthétiser le C60. Il nomme ce matériau le « nanotube de carbone ».
- 2002. Le nanothermomètre carbone par Y. Gao et Yoshio Bando de 85 nm de diamètre qui s'étend en proportion de la température. C'est en étudiant les nanotubes, formes de fullèrenes, qu'il a découvert sans intention de le faire initialement ce phénomène[18].
- 2012. L'upsalite. Une nouvelle forme de carbonate de magnésium au pouvoir dessicant très supérieur aux matériaux connus à la suite de l'oubli d'un échantillon la veille d'un week-end.

### Autres découvertes
- 1800. L'infrarouge par William Herschel.[précision nécessaire]
- 1820. L'électromagnétisme par Hans Christian Ørsted.[précision nécessaire]
- 1980, 1998. Le silicium noir (en) par Eric Mazur[réf. souhaitée].

## Médecine et pharmacie
- William Reeves, spécialiste en épidémiologie et en virologie, explique comment, en assistant à un film dans un cinéma, il eut l'idée de marquer les moustiques avec une poudre fluorescente pour étudier leur nombre, leur durée de vie et leurs mouvements. Au cours du film, en effet, un inspecteur enquêtait sur un vol de caisse dans un magasin. Il avait rempli la caisse avec de la poudre. Puis, au moment de l'effraction de la caisse, il demanda à chaque employé de mettre leurs mains sous une lampe fluorescente. Il dévoila facilement le voleur au sein du personnel. Aussi, surprenant que cela puisse paraître, le septième art s'est révélé l'élément de sérendipité pour la découverte de nombreux virus sur la planète.
- William Harvey, médecin anglais du XVIIe siècle, a établi une analogie entre la circulation sanguine et l'irrigation des canaux à partir de son observation fortuite du fonctionnement du drainage de l'eau dans les canaux hollandais à son époque. Le rôle du cœur dans la circulation sanguine est conçu par analogie avec l'utilisation des pompes pour capter et refouler l'eau dans les canaux.
- À la fin des années 1940, Christopher Polge et ses collègues de l'université de Cambridge découvrirent accidentellement les capacités protectrices du glycérol quand ils ont utilisé des bouteilles chimiques dont les étiquettes ne correspondaient pas avec leur contenu. Cette découverte accidentelle leur permit de cryogénéiser les spermatozoïdes des poulets et du bétail.
- Deux professeurs de physiologie au Collège de France, François Magendie et son étudiant Claude Bernard, sont considérés comme les pères de la pharmacologie. Ils utilisèrent un émétique extrait de l'ipecacuanha afin de comprendre les mécanismes du vomissement, pratique médicale courante à l'époque. Claude Bernard étudia les effets du curare sur le système nerveux. Ceci lui permit de découvrir que les systèmes moteurs et sensoriels fonctionnent de façon indépendante.
- 1960. La découverte « par sérendipité » du sommeil paradoxal par le docteur Michel Jouvet.
- 1989. David Bailey découvre l'effet modificateur du jus de pamplemousse sur les concentrations sanguines de certains médicaments alors qu'il étudiait initialement l'effet sur la félodipine de l'alcool, dont le goût n'était pas suffisamment masqué par le jus d'orange[19],[20],[21]. Le jus de pamplemousse est désormais fortement déconseillé en association avec certains médicaments qu'il peut rendre toxique ou inefficace[22].

### Pharmacologie botanique
L'extraction de produits naturels.
- 1763. L'acide acétylsalicylique par le religieux anglais et passionné de botanique, Edward Stone. L'aspirine est en fait le nom commercial déposé par la société allemande Bayer qui fabriquait alors des colorants. Edward Stone découvrit la capacité des écorces du saule pour soigner les fièvres et les douleurs de rhumatisme et également celles de la malaria. Cette qualité était déjà connue depuis longtemps. Hippocrate y fait référence et elle est citée dans le code sumérien de Ebers au IIIe siècle av. J.-C. Edward Stone se rapporte à l'arbre découvert par les missionnaires jésuites dans les Andes péruviennes. Là, les indigènes l'utilisaient pour soigner les fièvres de la malaria. On peut dire qu'il y a sérendipité car Edward Stone estime que l'écorce du saule a l'apparence de l'écorce des Andes péruviennes. Si elles se ressemblent, elles ont forcément les mêmes propriétés, se dit-il. Cette idée est appuyée par la théorie des signatures, théorie très forte à son époque. Cette théorie prétendait que les produits curatifs ont une liaison avec les maladies. En d'autres termes, une croyance que l'on soigne le mal par le mal.

Il faut attendre les travaux de 1828 par le pharmacien allemand Johann Andreas Buchner, ceux du chimiste suisse Karl Jacob Löwig en 1835, ceux de l'allemand Henri Gerland en 1852 et de l'alsacien Charles Frédéric Gerhardt pour arriver à une stabilisation de l'acide acétylsalicylique.
- 1785. Découverte de la digitaline, contenue dans les feuilles de digitales, par William Withering (1741-1799), médecin et botaniste britannique.
- 1820. La quinine par George Cleghorn (1716 - 1794), chirurgien de l'armée, découvrit que l'écorce de quinine soignait la malaria. Entre 1820 et 1840, les scientifiques ont isolé des centaines d'alcaloïdes et autres éléments chimiques à partir de plantes. Ils ont évalué leurs propriétés physiques. Les français Pierre Joseph Pelletier et Joseph Caventou ont extrait la quinine à partir de l'écorce de cinchona en 1820.

En fait, les multiples chercheurs qui ont découvert la quinine à partir de l'écorce de certains arbres ne l'ont pas fait pas hasard. Ils sont les détenteurs de l'effet relais ou témoignage. Car, selon la légende, c'est un Indien en Amazonie qui, atteint de malaria, se serait désaltéré avec de l'eau ayant stagné dans l'écorce d'un arbre. Il fut agréablement surpris plusieurs jours plus tard de recouvrer la santé. Cette légende fut transmise de génération en génération. Elle fut consignée dans un ouvrage de missionnaires au XVIe siècle, ce qui a donné l'idée aux divers scientifiques de rechercher dans cette voie-là.
- La pervenche rosée de Madagascar était utilisée initialement pour traiter le diabète. Eli Lilly et ses chercheurs ont découvert qu'elle tuait également les cellules du cancer.[réf. nécessaire]

### Psychotropes
La médecine fut potentiellement très importante dans la découverte sérendipitante car les expérimentations sur l'homme sont difficilement respectueuses de l'éthique. Aussi, les médecins furent obligés d'observer les maladies ou les traumatismes afin de comprendre le fonctionnement humain.
- 1948. La découverte des effets anti-dépresseurs du lithium par John Cade. C'est en consultant les rapports des cliniques au XIXe siècle sur des patients souffrant de la goutte et soignés au sel de lithium, qu'il se rendit compte des bienfaits pour soigner les maladies dépressives.
- 1951-1961. L'effet psychotrope de la chlorpromazine (Largactil en France : Thorazine aux États-Unis) par Henri Laborit (nobelisable).
- 1960. Le Librium. Les premières benzodiazépines anxiolytiques, comme le chlordiazépoxide, par Leo Sternbach, lequel fut inspiré par la structure chimique de la chlorpromazine. Un blockbuster dès la première année du lancement par Hoffmann-La Roche.
- 1963. Le Valium benzodiazépine par les laboratoires Hoffmann-La Roche
- L'iproniazide, inhibiteur de monoamine oxidases (IMAO), fut découvert dans un contexte clinique, lorsqu'il fut administré pour le traitement de la tuberculose et que l'on nota un effet d'euphorie chez les patients : outre son action antituberculeuse, on observa que l'iproniazide allégeait l'esprit et stimulait l'activité de beaucoup de patients. Les études ont montré sa capacité à inhiber les monoamine oxydases, lesquelles catalysent la désamination oxydative des neurotransmetteurs (noradrénaline, sérotonine et dopamine). L'iproniazide n'est plus utilisé comme antidépresseur du fait de ses effets indésirables.
- 1957. L'imipramine, premier antidépresseur tricyclique, fut développé en vue de soigner la schizophrénie. Sans effet, un clinicien décida de tester ses effets sur des patients dépressifs. Elle allégea l'humeur des patients et augmenta leur énergie. Elle démontra ses capacités sédatives pour des individus sans symptômes dépressifs. D'autres études révélèrent ses capacités à accroître l'activité des neurotransmetteurs monoamines : l'adrénaline et la sérotonine.
- L'utilisation du tamoxifène pour traiter les troubles maniaco-dépressifs. D'abord utilisé pour son action anti-œstrogènes dans le traitement des cancers du sein, les propriétés psychotropes du tamoxifène ont été mises en évidence par Husseini Manji.

### Biologie
- La bioélectricité par Luigi Galvani.
- En 1889, les scientifiques allemands, Joseph von Mering et Oskar Minkowski ont prélevé le pancréas d'un chien. Ils furent surpris d'observer une nuée de mouches volant au-dessus de l'urine du chien. Ils découvrirent le niveau élevé de glucose dans l'urine. Ceci leur permis de comprendre que le pancréas joue un rôle majeur dans le diabète.
- 1923. L'insuline par Frederick Banting et Charles Best en 1923.
- L'anaphylaxie ou l'allergie par Charles Richet. Il testa un extrait de tentacules de l'anémone de mer afin d'apprendre quelle est la dose toxique sur les animaux de laboratoire. Après avoir donné une dose initiale et en laissant un certain temps, il administra de plus petites doses aux animaux survivants au traitement initial. La seconde dose fut rapidement mortelle. Charles Richet fut tellement surpris par ce résultat qu'il avait du mal à croire qu'il en était responsable.
- La localisation anatomique des fonctions cérébrales à la suite de l'accident dramatique de Phineas Gage.

### Microbiologie

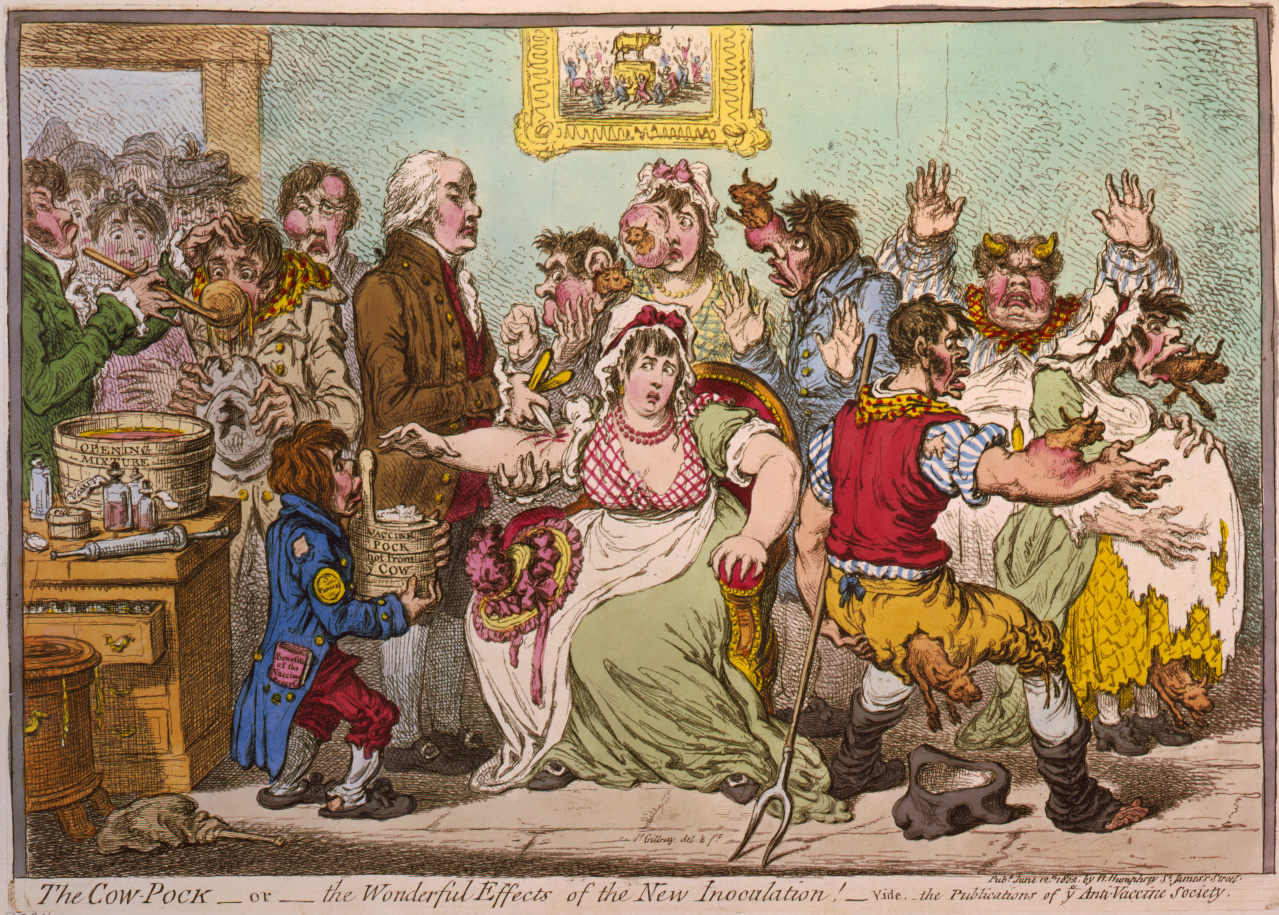
1796. Caricature de Jenner vaccinant des patients (qui craignaient qu'il leur fasse pousser des cornes de vaches).

- 1674. La découverte des bactéries par Antoni van Leeuwenhoek. Il fut le premier à voir et à décrire des protozoaires et des spermatozoïdes. Toutefois, il n'était pas biologiste, pharmacien, médecin ou membre du corps médical. C'était un marchand de tissus. Pour juger de la qualité des étoffes, il avait besoin de loupes et peu à peu, il fabriqua des lentilles qui grossissaient de plus en plus. En Hollande, il polit des lentilles au point d'avoir des résultats extraordinaires. Par chance, il vit des organismes vivants minuscules « nager » derrière sa lentille. Grossissant de 300 à 500 fois, il put voir et décrire des algues microscopiques et des protozoaires.
- 1796. La vaccination antivariolique. Edward Jenner était médecin à Berkeley (Gloucestershire, Grande-Bretagne. Le 14 mai, il inocule la variole à un petit garçon en le piquant au bras. Après une dizaine de jours, celui-ci est immunisé contre la maladie. Il remarqua que les seules personnes qui ne contractaient jamais la variole étaient les trayeuses de lait d'une certaine région (effet relais ou de témoignage). Par contre, ces laitières, avaient une maladie bénigne, la vaccine (cowpox). Edward Jenner en déduit que la maladie de la vaccine devait contenir un certain type d'immunité contre la variole. Il prit un échantillon de la vaccine d'une volontaire, Sarah Nelmes. Et, il le testa sur un petit garçon dans un village voisin. La variole était une maladie très destructrice. 40 % des incubés en succombaient, le reste avaient des séquelles physiques à vie.

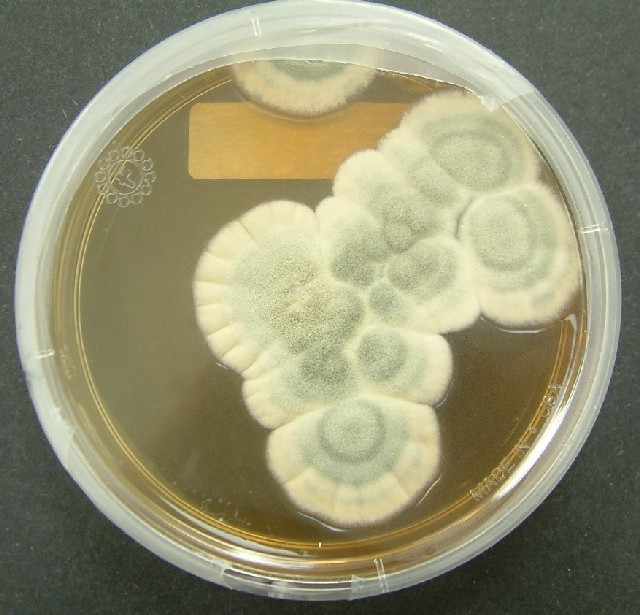
Penicillium.

- 1928. La pénicilline, redécouverte (trente et un ans après la thèse d'Ernest Duchesne) par Alexander Fleming et surtout, Mary « Moldy » Hunt pour sa découverte de Penicillium chrysogenum.

### Oncologie
- L'effet anti-cancer du Macrogol ou polyéthylène glycol, effet découvert par Denis Corpet en étudiant l'effet promoteur des charcuteries sur les tumeurs colorectales.

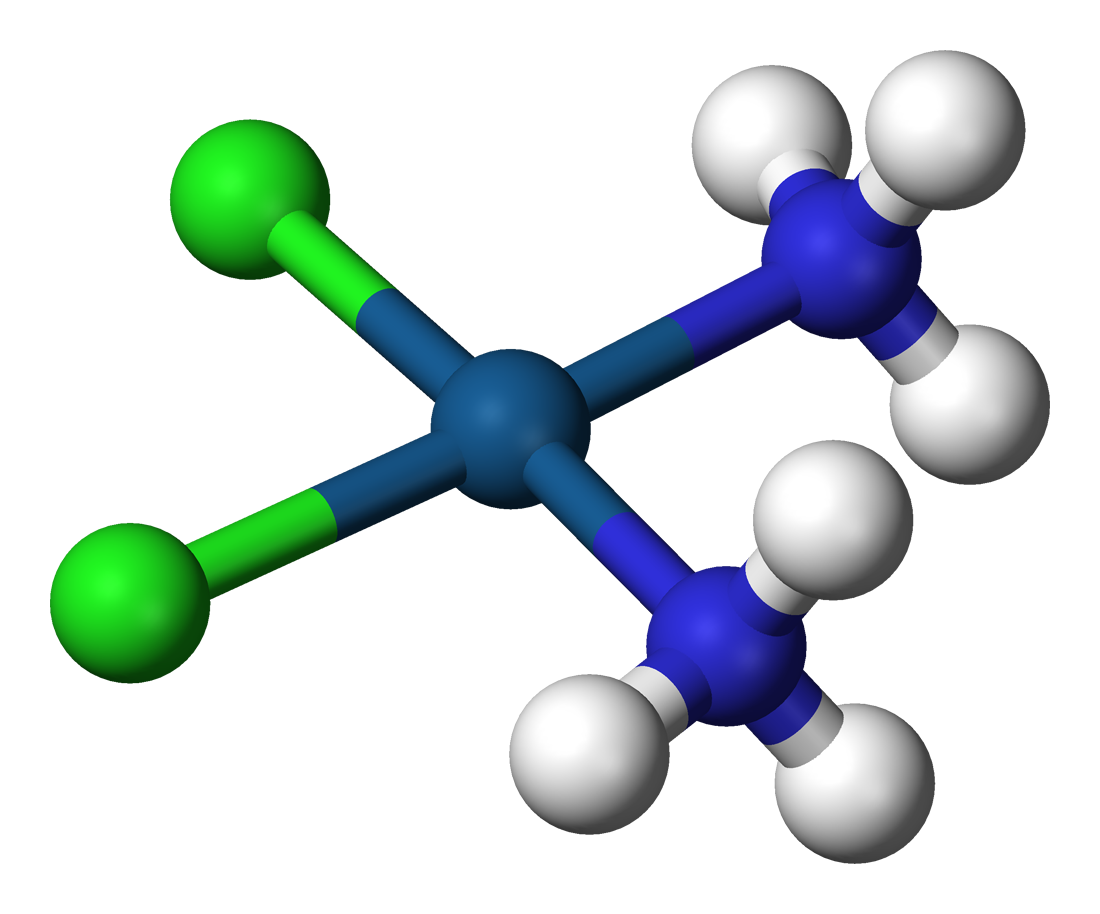
Molécule de cisplatine.

- La naissance de la chimiothérapie en 1943 à la suite du bombardement de Bari où on constate les effets du gaz moutarde sur le taux de globules blancs, très faible chez les personnes exposées. Il est donc suggéré que le gaz moutarde pourrait limiter la division des cellules cancéreuses[23],[24].
- La découverte en 1965, par Barnett Rosenberg, du cisplatine, une molécule qui limite l'action des cellules cancéreuses.
- Le traitement du cancer par le laser

1967. Un médecin hongrois, Endre Mester (en), suspecta que le laser pouvait aussi détruire les tumeurs malignes. Jusqu'alors, on les traitait en coupant les tumeurs, en les brûlant par des procédés chimiques (proche du poison), par la chimiothérapie ou par la radiation.
Cependant Endre Mester fut déçu par ses recherches sur les animaux. Le laser était inefficace contre les tumeurs malignes. Mais il observa que sur de nombreux cas où il avait fait une incision pour implanter les cellules malignes, la peau guérissait plus rapidement pour ceux qui avaient eu le traitement de la lumière du laser que pour ceux qui n'en avaient pas eu. Il fit d'autres expériences sur les défauts de la peau, sur des ulcères à l'estomac, sur des brûlures et sur d'autres infections en obtenant des guérisons très rapides. Il en conclut, par analogie avec les effets des rayons du soleil, que le laser est destructeur en forte quantité mais bénéfique dans des proportions faibles pour soigner la peau. Il adapta le laser en lui donnant plus de puissance afin de traiter les tumeurs malignes du cancer.

### Effets secondaires

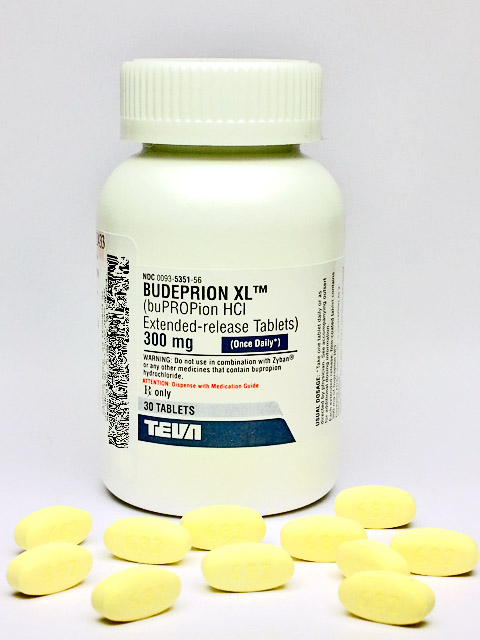
1997. Le Zyban.

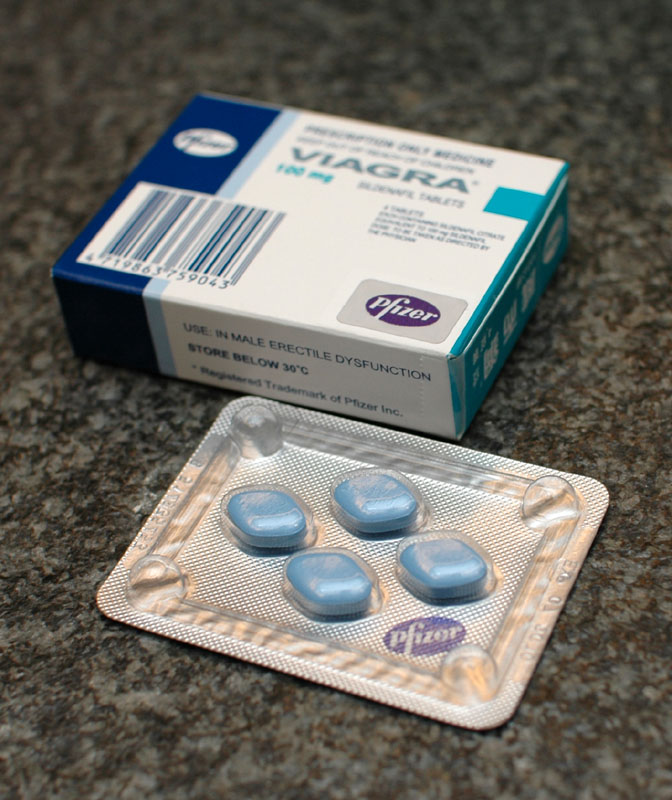
2005. Le Viagra.

- 1966. L'utilisation de l'aspirine dans le traitement des maladies cardiovasculaires. 
Sir John Vane a étudié les effets de l'aspirine sur le corps humain. Il a fourni une base scientifique des effets de l'aspirine comme anti-douleur et anti-inflammatoire. Mais aussi, il a démontré comment l'aspirine peut prévenir la formation de caillots de sang et les attaques cardiaques. Prix Nobel de physiologie et de médecine en 1982 pour ses travaux sur la prostacycline, il reconnait dans son discours qu'il utilisa la technique de bioassay, qui lui offrait les chances optimales de découverte.
- 1997. Le bupropione (Zyban). 
Plusieurs médecins avaient observé que certains de leurs patients dépressifs auxquels du bupropione (Wellbutrin) avait été prescrit avaient cessé de fumer. L'enquête menée par le fabricant, Glaxo Wellcome, montra que le bupropione réduisait le besoin en nicotine en agissant sur la dopamine (associée au bien-être) et sur la noradrénaline (associée à l'énergie et à la concentration). En atténuant le manque de dopamine et de noradrénaline, le Zyban, nouveau nom du Wellbutrin, soulage les symptômes de sevrage en s'attaquant à leur cause biologique.
- Le sildénafil (Viagra). 
Les cliniciens de Pfizer étudiaient l'efficacité du sildénafil dans le traitement de l'angine de poitrine[25]. Ils ont obtenu des résultats éventuellement prometteurs. Cependant des patients ont rapporté des érections comme effet secondaire. Par suite dans le traitement de l'impuissance (ou dysfonction érectile) le produit s'est avéré efficace.

### Autres produits
- 1980. L'application esthétique anti-rides de la toxine botulique, redécouverte dans les années 1980 par le Dr Jean Carruthers et son mari, du laboratoire Allergan et commercialisée sous le marque Botox.

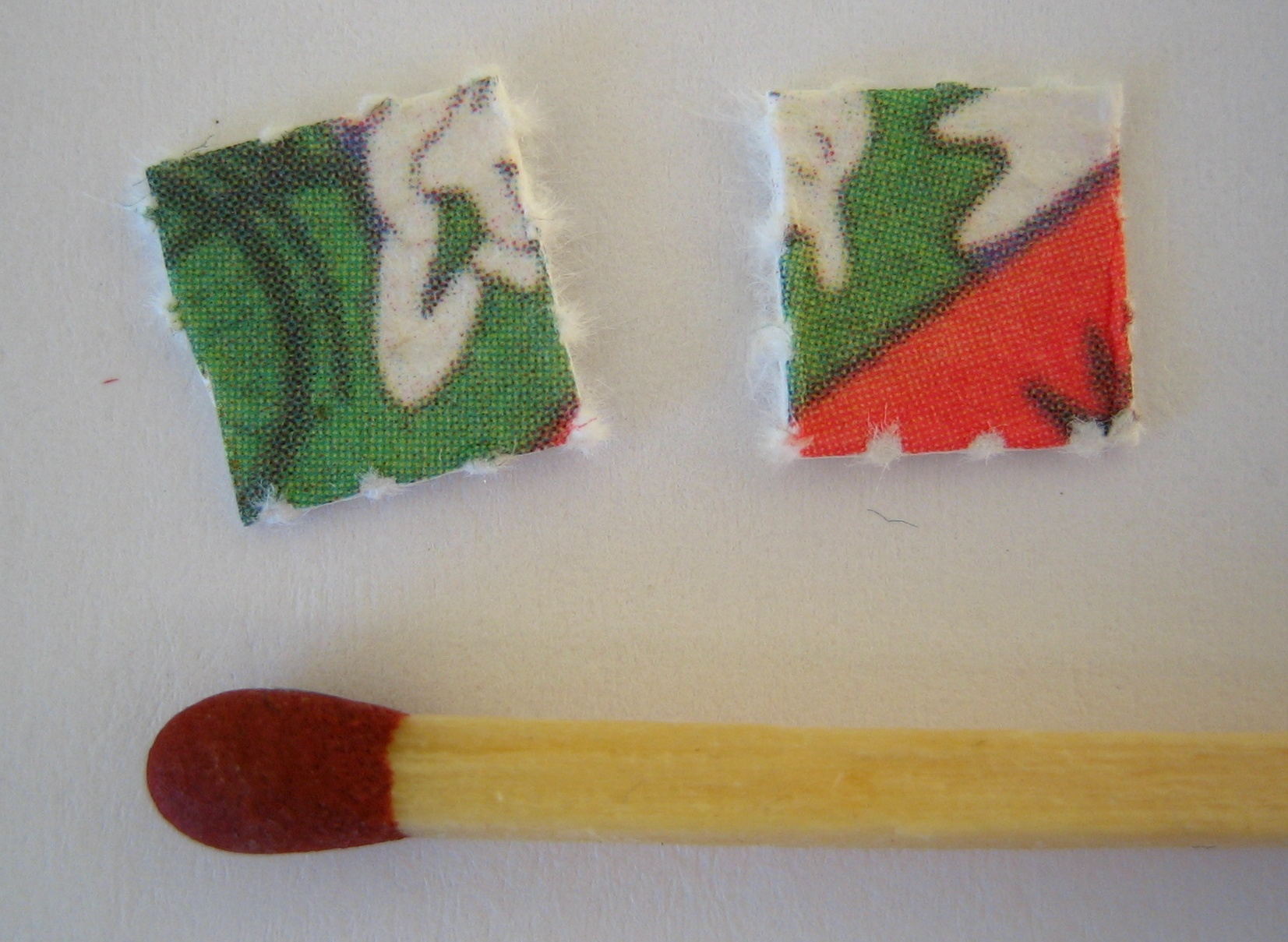
Buvards imprégnés de LSD.

- 1943. Le LSD par Albert Hofmann, chimiste suisse qui a découvert accidentellement les propriétés hallucinogènes du LSD le 16 avril 1943. Lors d'une synthèse de ce produit, il ressentira un trouble — peut-être provoqué par l'absorption cutanée d'une goutte tombée accidentellement sur sa main (il n'avait pas mis de gants). Intrigué, il décidera alors de s'auto-expérimenter le 19 avril avec une prise de 0,25 mg par voie orale[26].
- 1953. La découverte un peu par hasard de la structure hélicoïdale de l'ADN sur la photo 51 prise par Rosalind Elsie Franklin par James Watson et Francis Crick.

- Le fluide créviculaire gingival.

Structure de la molécule d'ADN.

- Les anesthésiants avec l'acide nitrique par Humphry Davy.
- Le traitement de la maladie du charbon.
- L'acétylcholine par Otto Loewi en 1921. À partir d'un rêve, il conçut l'expérience définitive qui prouvait la conduction chimique à partir des impulsions nerveuses.
- La découverte des propriétés anesthésiques de l'éther par le médecin américain Crawford Long, en 1859. Crawford Long jouait souvent aux cartes avec ses amis. La pratique parmi la jeunesse d'alors était d'inhaler de l'éther ou du gaz hilarant (protoxyde d'azote). Cette intoxication passagère et cet effet de titubation, comme si la personne était ivre, avait fait remarquer au médecin que ses amis ne souffraient pas lorsqu'ils se cognaient contre les meubles ou lorsqu'ils tombaient à terre. Aussi eut-il l'idée d'expérimenter l'éther (diéthylique) comme anesthésiant pour des opérations chirurgicales. Le 30 mars 1842, il appliqua une serviette imbibée d'éther sur le visage d'un patient avant de lui retirer une tumeur. L'opération fut un succès.
- 1847. La découverte des propriétés anesthésiques du chloroforme par James Young Simpson
- L'Antifébrine par Kalle en 1886. Vers 1880, des chimistes à Strasbourg effectuaient des essais pharmacologiques sur le naphtalène pour connaître son potentiel antiseptique. Les médecins, Cahn et Hepp, prirent une bouteille et administrèrent aux patients de l'acétanilide associée au naphtalène comme vermifuge (un agent qui expulse les vers). Par bonheur, la fièvre des patients baissa même si l'effet vermifuge fut vain. Par chance, aussi, cet antipyrétique était beaucoup plus efficace et agréable au goût que la quinine ou l'acide salicylique.
- Découverte de l'héparine dans son rôle d'anticoagulant. McLean cherchait l'origine des facteurs de formation des caillots de sang. Il n'admit sa découverte sérendipitante que 41 ans plus tard.
- Traitement de la maladie du sommeil par l’éflornithine (ou DFMO, difluoromethyl ornithine). Développé au début des années 1980, le DFMO devait servir au départ au traitement du cancer. Mais les résultats escomptés ne sont pas venus. Cependant, on a remarqué son efficacité contre le Trypanosome.
- Découverte de la Meperine, vers 1930 par Otto Schaumann, médecin en pharmacologie, plus connue sous le nom du Demerol, analgésique narcotique. C'est en étudiant un composé antispasmodique sur les rats qu'il observa que leur queue formait la forme d'un S, similaire au traitement des analgésiques narcotiques comme la morphine.
- Aminoglutéthimide.

## Mathématiques
Comme le dit Condorcet certaines découvertes mathématiques d'Euler sont dues au hasard, mais aussi grâce à sa « vaste  étendue de connaissance » et à « sa sagacité la plus rare ».

## Invention et innovation

### Procédés et produits industriels
- 1825. L'utilisation de la térébenthine comme détergent par Jean-Baptiste Jolly. Il renversa maladroitement une lampe à huile qui contenait de la térébenthine distillée sur la nappe de la table. Quand il essaya d'enlever la tache, il s'aperçut qu'il nettoyait en même temps la nappe avec facilité.
- 1846. Le nitrocellulose (fulmicoton) par Christian Schönbein.
- 1859. Découverte de la vaseline (petroleum jelly) par Robert Chesebrough. C'est en observant des ouvriers en train de nettoyer une substance graisseuse des machines, qu'il s'interrogea sur l'utilisation de cette matière organique inutilisable pour l'industrie pétrolière. Les ouvriers lui indiquèrent qu'ils l'utilisaient pour soigner les brûlures. Robert Chesebrough mit 10 ans pour en faire un produit sans couleur et sans odeur.
- 1836. L'hélice de bateau par Francis Pettit Smith

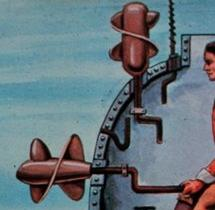
L'hélice de bateau comme on les imaginait avant qu'un accident ne fasse trouver la bonne.

En 1836, un Anglais, Francis Pettit Smith, cherchait à adapter la vis d'Archimède à un bateau (comme Léonard de Vinci avait proposé de le faire pour l'hélice aérienne). Il l'avait beaucoup raccourcie mais il avait laissé encore deux tours de vis complets car sans cela, d'après lui, cela ne pouvait pas marcher. Il faisait un essai sur le canal Paddington (qui relie la Tamise près de Londres à Birmingham). Le bateau ne parvenant pas à remonter le faible courant provoqué par une écluse, est drossé contre le quai, casse la moitié de la vis - et repart en avant. L'hélice de bateau était inventée ! Il suffira à Smith d'augmenter le nombre de pales et de diminuer leur largeur pour mettre très vite au point des hélices comme on les voit aujourd'hui[Information douteuse].
- 1866. La dynamite par Alfred Nobel. De nationalité suédoise, Alfred Nobel se rend en Allemagne pour faire des expériences. Un jour, il remarque qu'une boîte de nitroglycérine fuit et s'infiltre dans un matériau poreux appelé kieselguhr (ou célite). Or, celui-ci ne se trouve qu'en Allemagne, preuve de la sérendipité, car le résultat donna une substance mastic, la « dynamite ». Ceci fit la fortune d'Alfred Nobel, car jusqu'alors, la nitroglycérine était très difficile à manipuler.
- 1903. Le verre feuilleté par Édouard Bénédictus.
- 1904. L'offset.

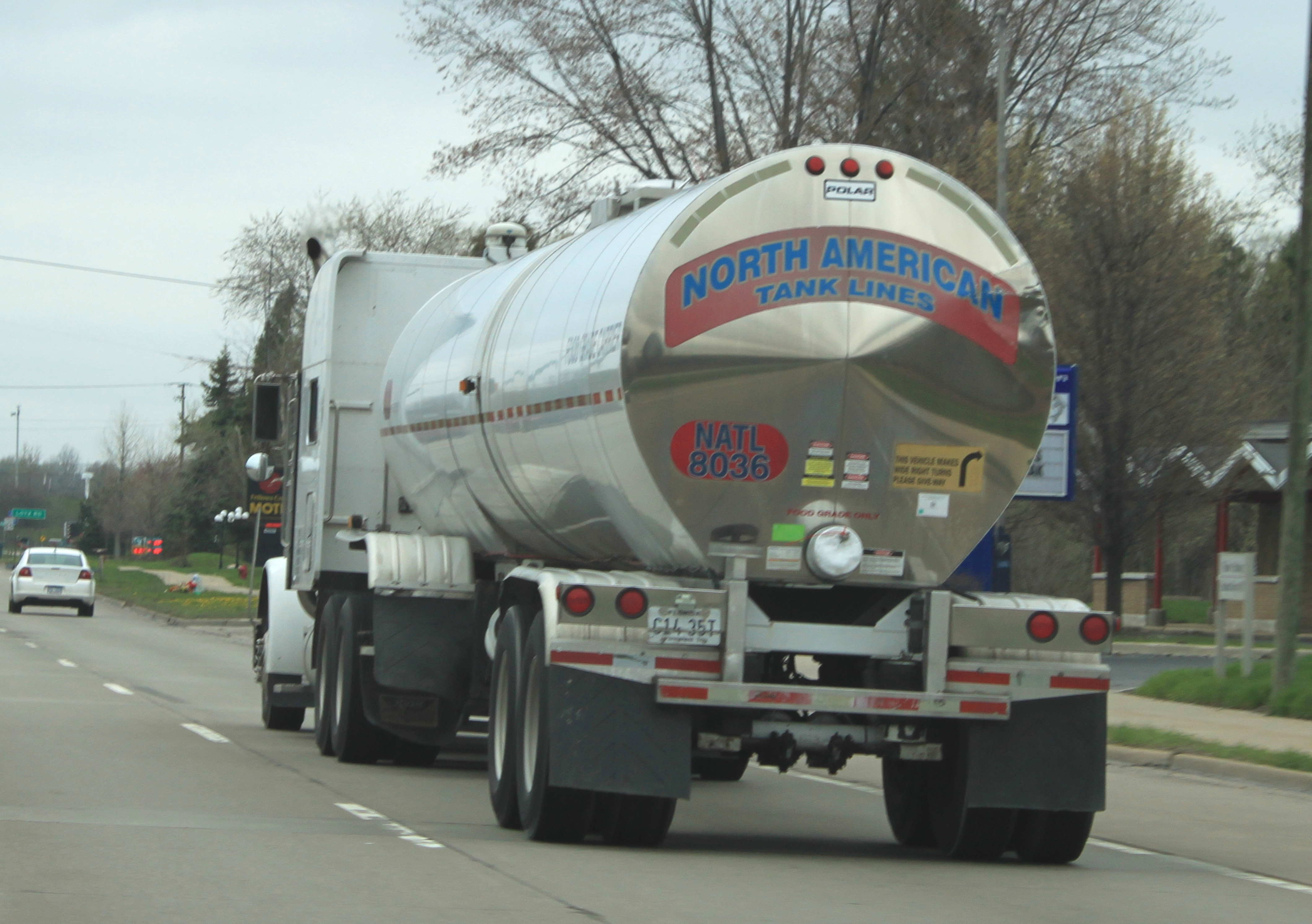
1913. L'acier inoxydable.

- 1913. L'acier inoxydable par l'ingénieur anglais Arthur Brearley[29]. Brearley cherchait un acier résistant à l'érosion pour des tubes de canon. Il trouve en ajoutant une forte proportion de chrome (plus de 12 %), un alliage qui résiste à la corrosion. Il le commercialise dans la coutellerie malgré son inconvénient, il s'affute mal. Utilisé aujourd'hui de façon universelle dans l'industrie, les cuves, l'architecture (la pyramide du Louvre), etc. Caractéristique d'une démarche sérendipiteuse : il n'avait pas trouvé ce qu'il cherchait mais il avait trouvé sans le faire exprès quelque chose qu'il ne cherchait pas et le réalisa immédiatement.
- 1927. Invention de la lampe à mercure par Dennis Gabor. C'est en faisant des recherches chez Siemens sur une lampe au cadmium que le futur prix Nobel trouva sa solution avec le mercure.
- 1927. Le tube de prise de vue de télévision (image dissector) par Philo Farnsworth. Dans l'Idaho, Philo Farnsworth est assis sur une colline. Il a quatorze ans. Il remarque l'alignement net des sillons dans une ferme voisine. À 21 ans, se rappelant cette image, il crée l'idée d'une image à l'intérieur d'un tube cathodique avec un alignement de rayons sombres et clairs.

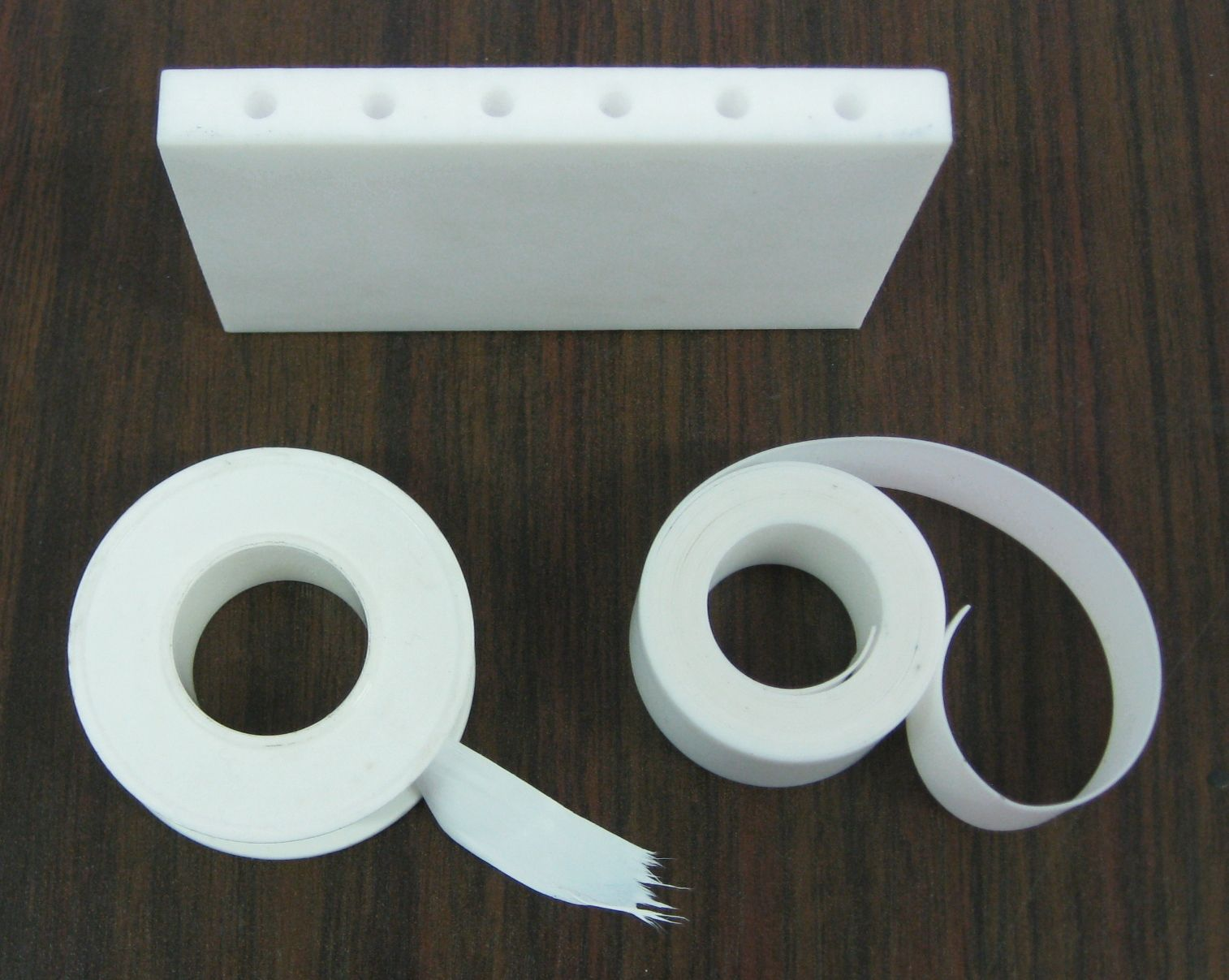
1938. Le Téflon.

- 1938. Le Téflon par Roy J. Plunkett dans les laboratoires de Du Pont de Nemours. Le chimiste fut surpris par un réfrigérant expérimental qui s'est transformé d'un gaz en une poudre blanche huileuse.

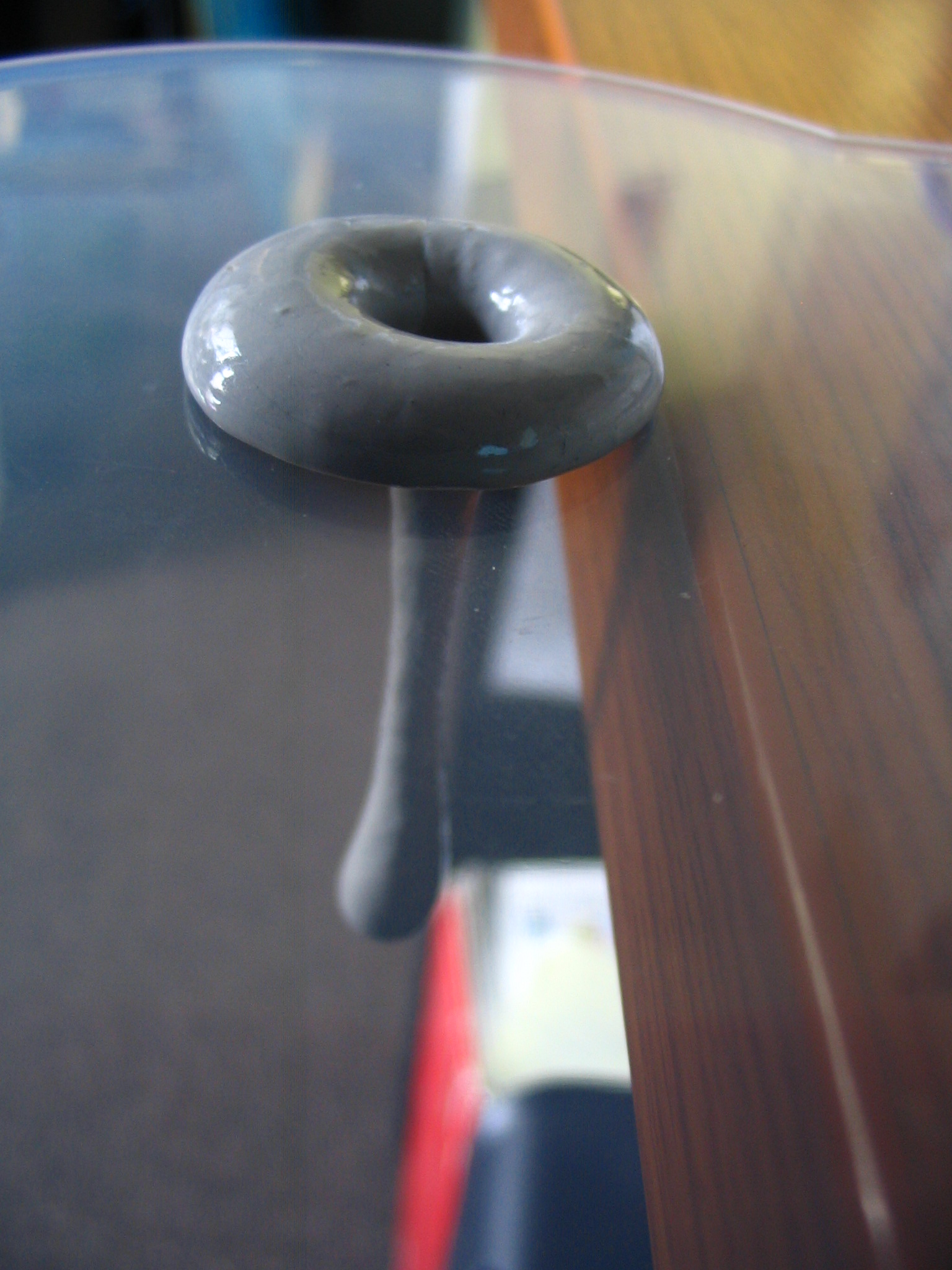
Silly Putty.

- 1944. Le polymère à base de silicone, connu aujourd'hui sous le nom de marque de Silly Putty, remarquable pour son comportement surprenant aux sollicitations : il peut en effet réagir comme un solide, un caoutchouc ou un fluide visqueux.

Il fut inventé par James Wright, ingénieur chez General Electric qui cherchait pendant la Seconde Guerre mondiale la formule d'un caoutchouc synthétique, en mélangeant de l'huile silicone avec de l'acide borique.
Une boule de ce polymère rebondit sur le sol 25 % plus haut qu'une balle de caoutchouc ; pourtant, si on pose cette boule sur une surface horizontale et si on attend quelques minutes, on la voit s’étaler comme un fluide visqueux.
En 1945, James Wright cherche à intéresser les scientifiques du monde entier. Aucun d'entre eux n'y voit d'intérêt pratique.

En 1949, un consultant en marketing commercialise le matériau comme jouet sous le nom de Silly Putty en le vendant dans des œufs en plastique. Il s'est vendu, à l'époque, plus rapidement que tout autre jouet dans l'histoire.
Il est commercialisé aujourd'hui par Crayola.
- 1947. Dennis Gabor développa la théorie de l'hologramme alors qu'il effectuait des recherches pour améliorer la résolution du microscope électronique.
- 1953. Le polycarbonate Lexan de General Electric.

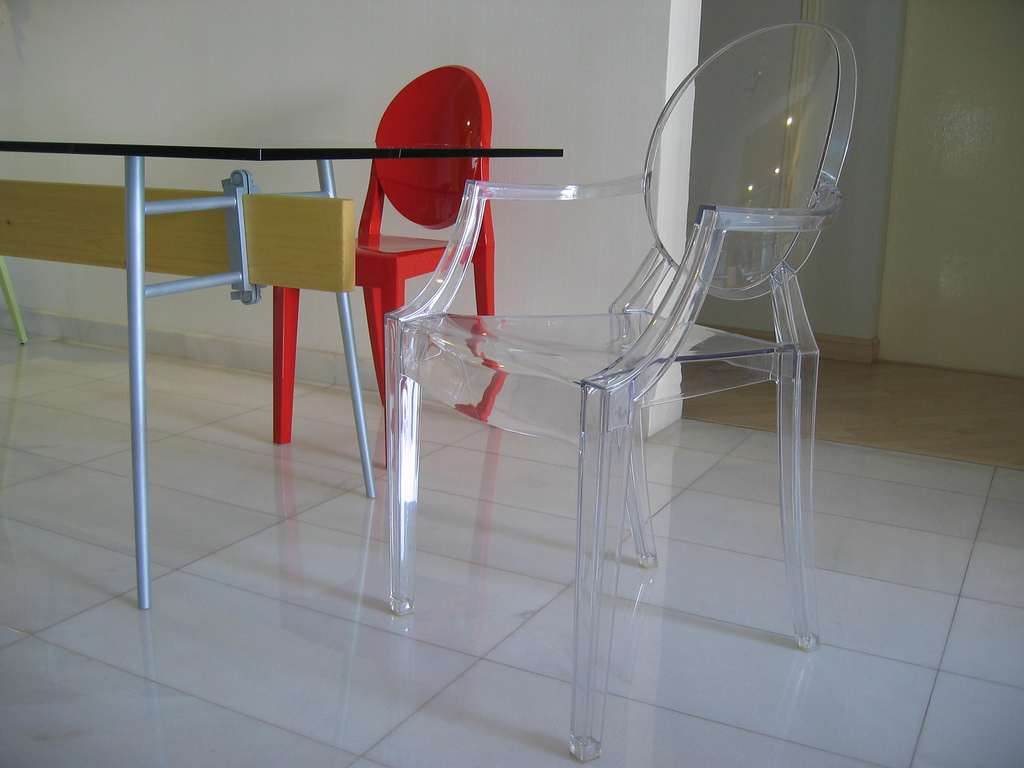
1953. Le polycarbonate. Chaise de Philippe Starck, transparente.

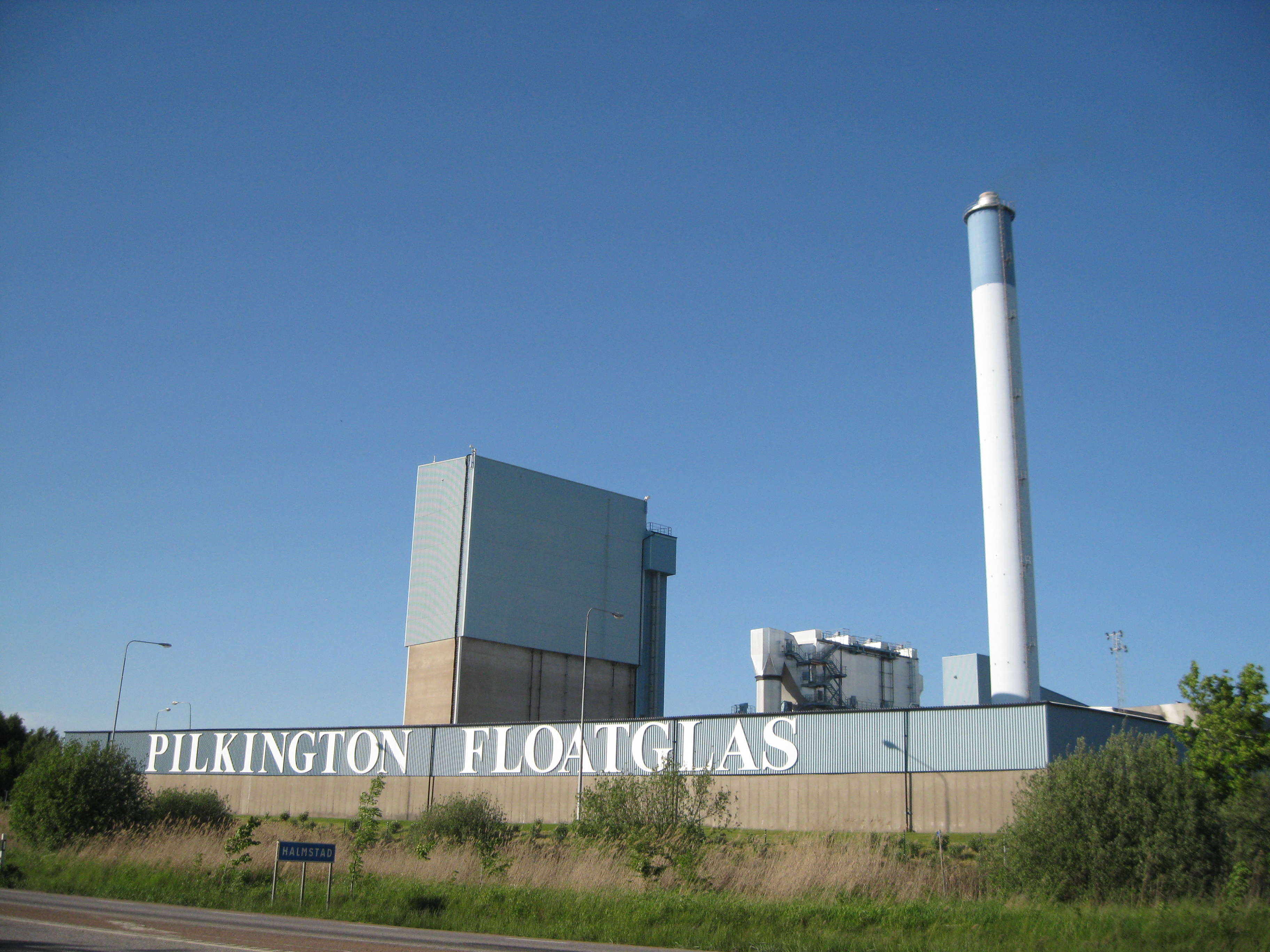
1954. Le verre flotté. Une révolution pour l'industrie du verre plat.

- 1954. L'invention de la technique du verre flotté à la fin des années 1950, par un ingénieur, Alastair Pilkington, dans une usine de fabrique de verre. En faisant cuire des œufs au plat, puis en faisant la vaisselle, Pilkington observe des taches d'huile qui flottent à la surface de l'eau. À son retour dans l'usine, il expérimente un système de tapis flottant pour fabriquer le verre de grande surface qui élimine ainsi l'essentiel des distorsions, dues au poids, qui existaient avec le système précédent.
- 1954. La vitrocéramique par Stanley Donald Stookey (en). Lors d'un cycle thermique permettant de traiter les plaques de verre opalisées, le four fut mal réglé à cause d'un régulateur de température en panne. La plaque de verre subit une température de 800 °C au lieu de 450 °C, et une fois sortie du four, présentait un aspect opaque et une solidité largement supérieure au verre d'origine, la plaque de « vitrocéramique accidentelle » ayant chuté au sol sans se briser
- 1965. Le Kevlar. Découvert accidentellement par Stephanie Kwolek, chercheuse de la société Du Pont de Nemours alors qu'elle faisait des recherches pour trouver des fibres supérieures à l'acier et au nylon pour les pneus d'automobiles. Elle ne jette pas la solution étrange obtenue comme cela se fait d'habitude. Son supérieur comprend la signification de cette découverte. Commercialisé en 1972. Cinq fois plus résistant que l'acier. Utilisations multiples dont les gilets pare-balles, les casques, les cadres de vélos hautes-performances.

1965. Le Kevlar. La fibre et ses applications
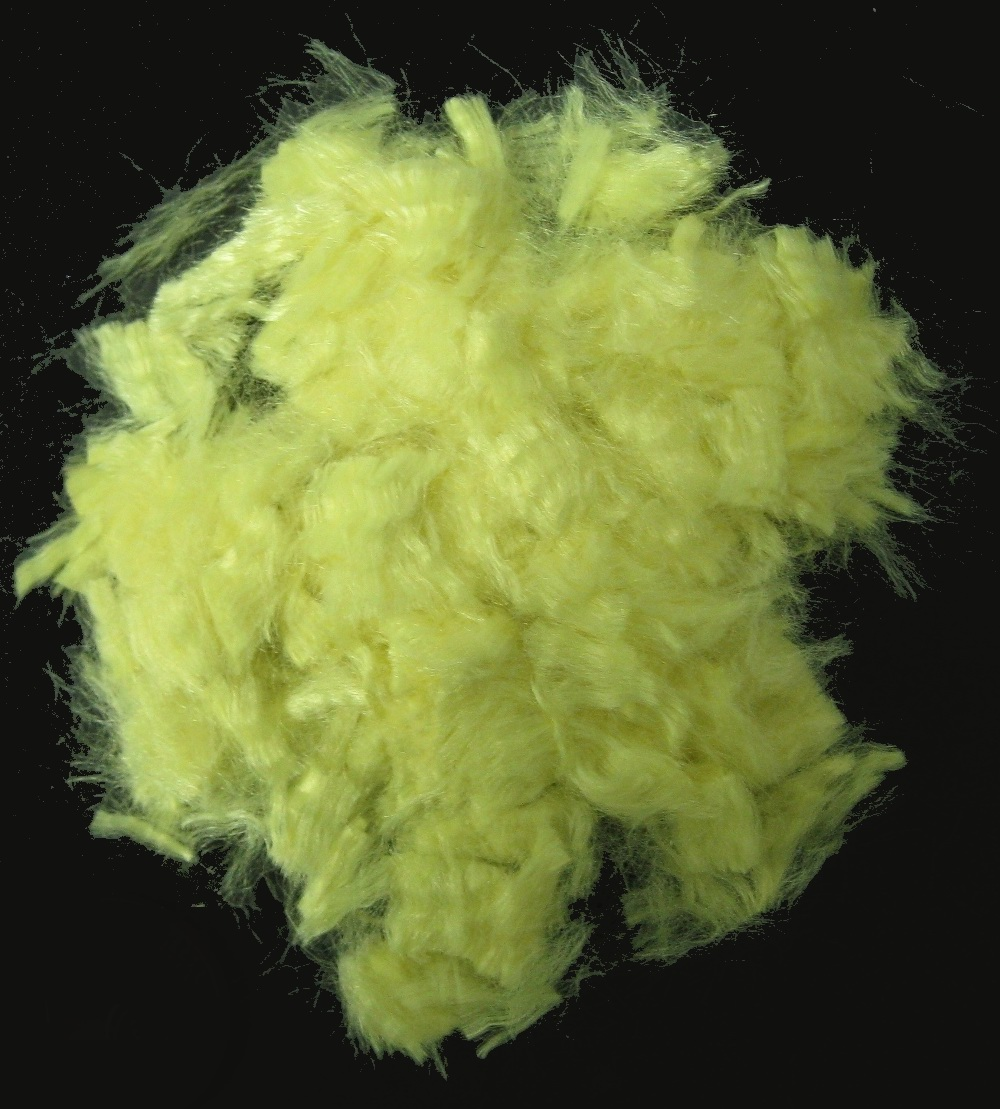
Fibres.
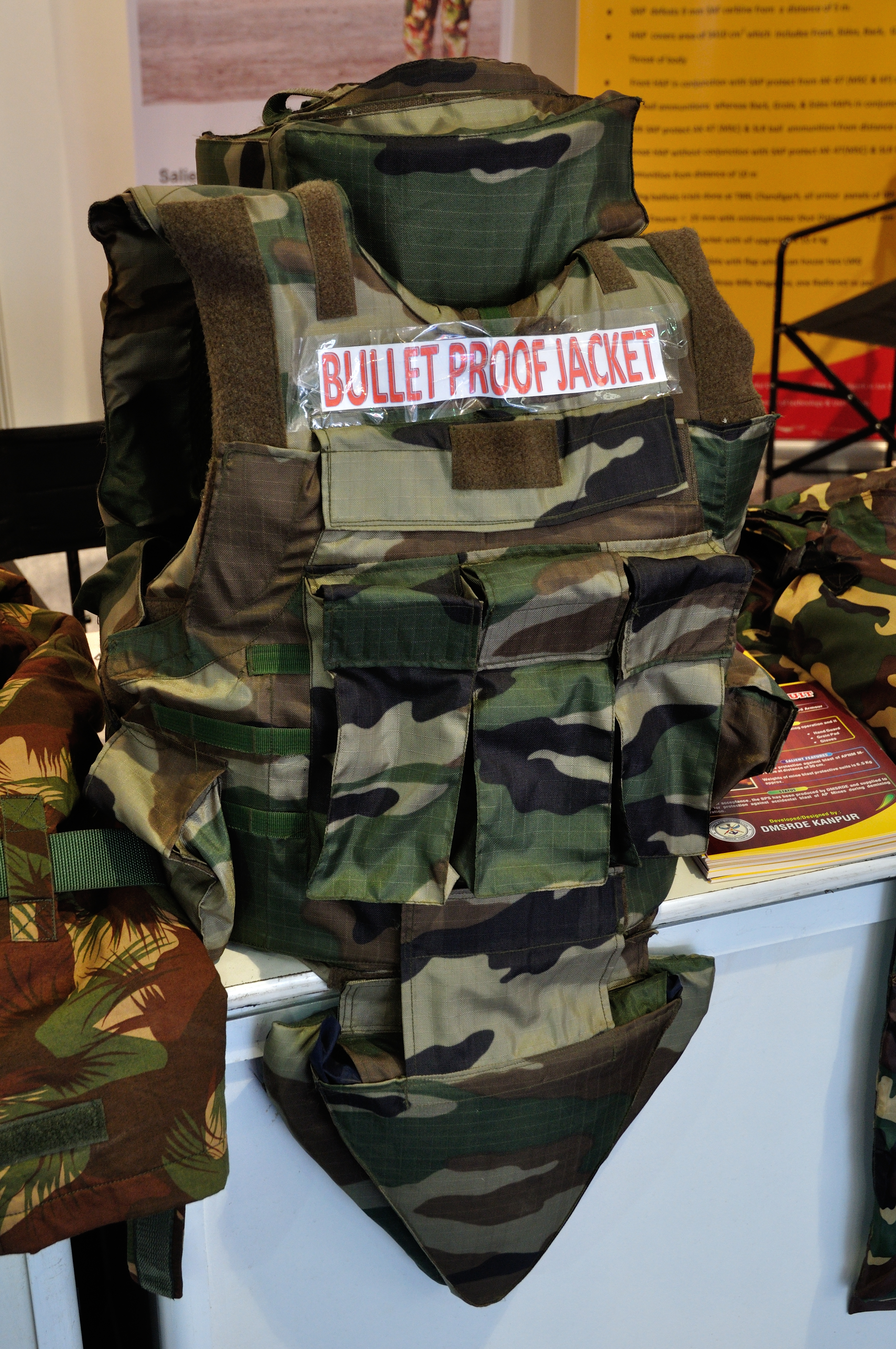
Gilet pare-balles.
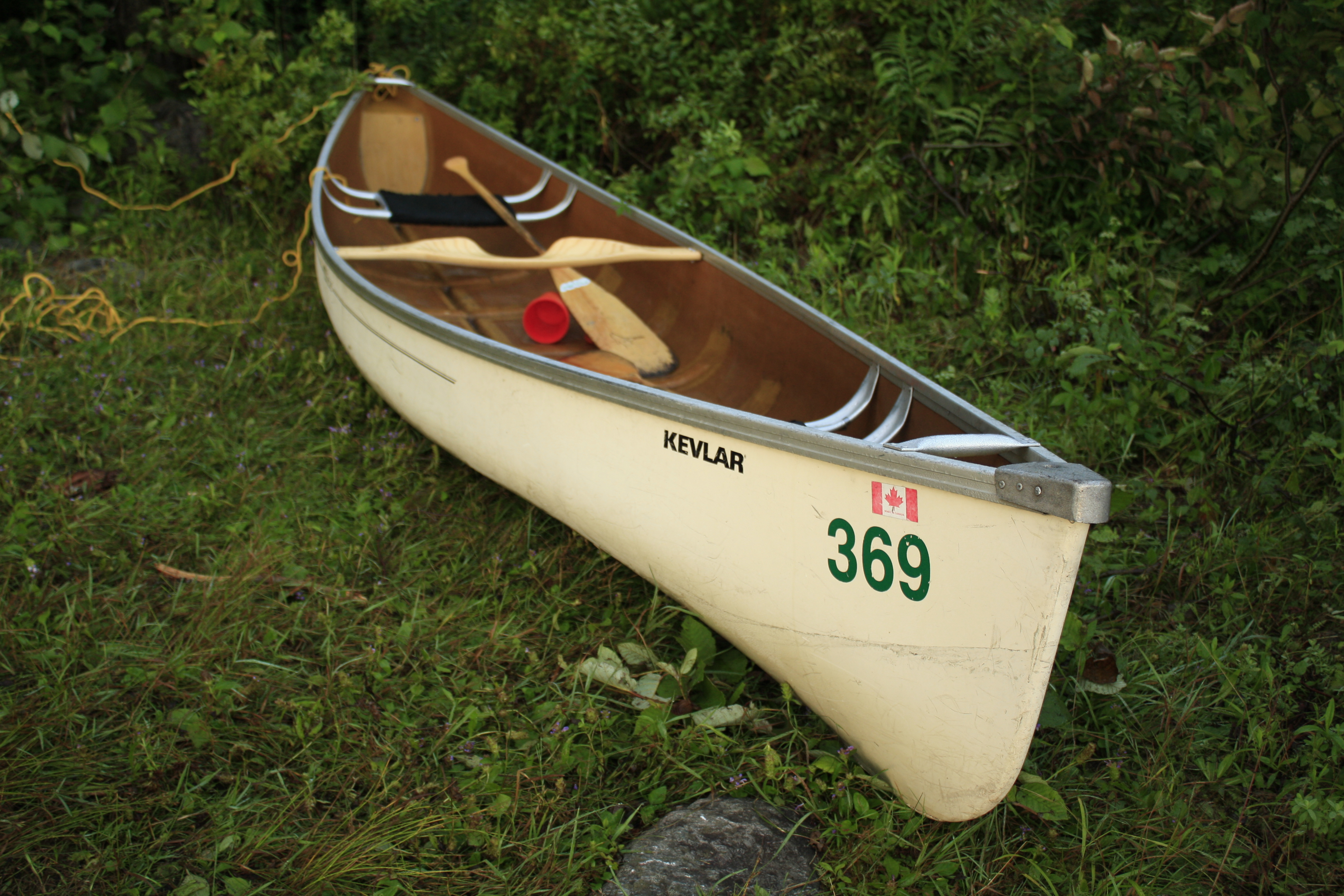
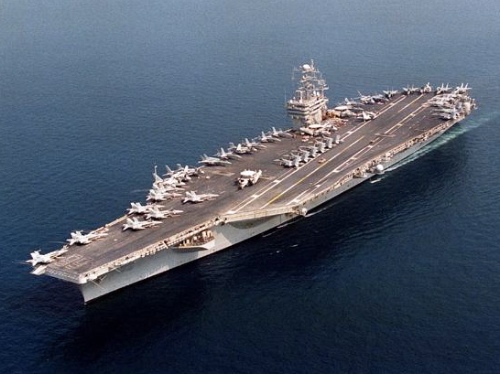
Ceinture de blindage des porte-avions nucléaires américains.

- 1999. Le Code à Bulles. Francis Bourrières et Clément Kaiser de la société Novatec découvrent, de manière accidentelle, une génération « spontanée » de bulles dans un polymère. Ce qui apparaît alors comme un défaut majeur est ingénieusement transformé en une technologie de haute sécurité : le Code à Bulles[30],[31].

### Produits grand public
- 1770. La gomme, selon une légende, en 1770, par Edward Nairne, un ingénieur anglais. La pratique était d'enlever les taches d'encre avec de la mie de pain. Un jour, par inadvertance, Edward Nairne aurait confondu le pain avec un morceau de résine d'hévéa. Et il fut surpris par le résultat. Fier de sa découverte, il se serait lancé dans le commerce des premières gommes naturelles au prix de 6 shillings l'unité.

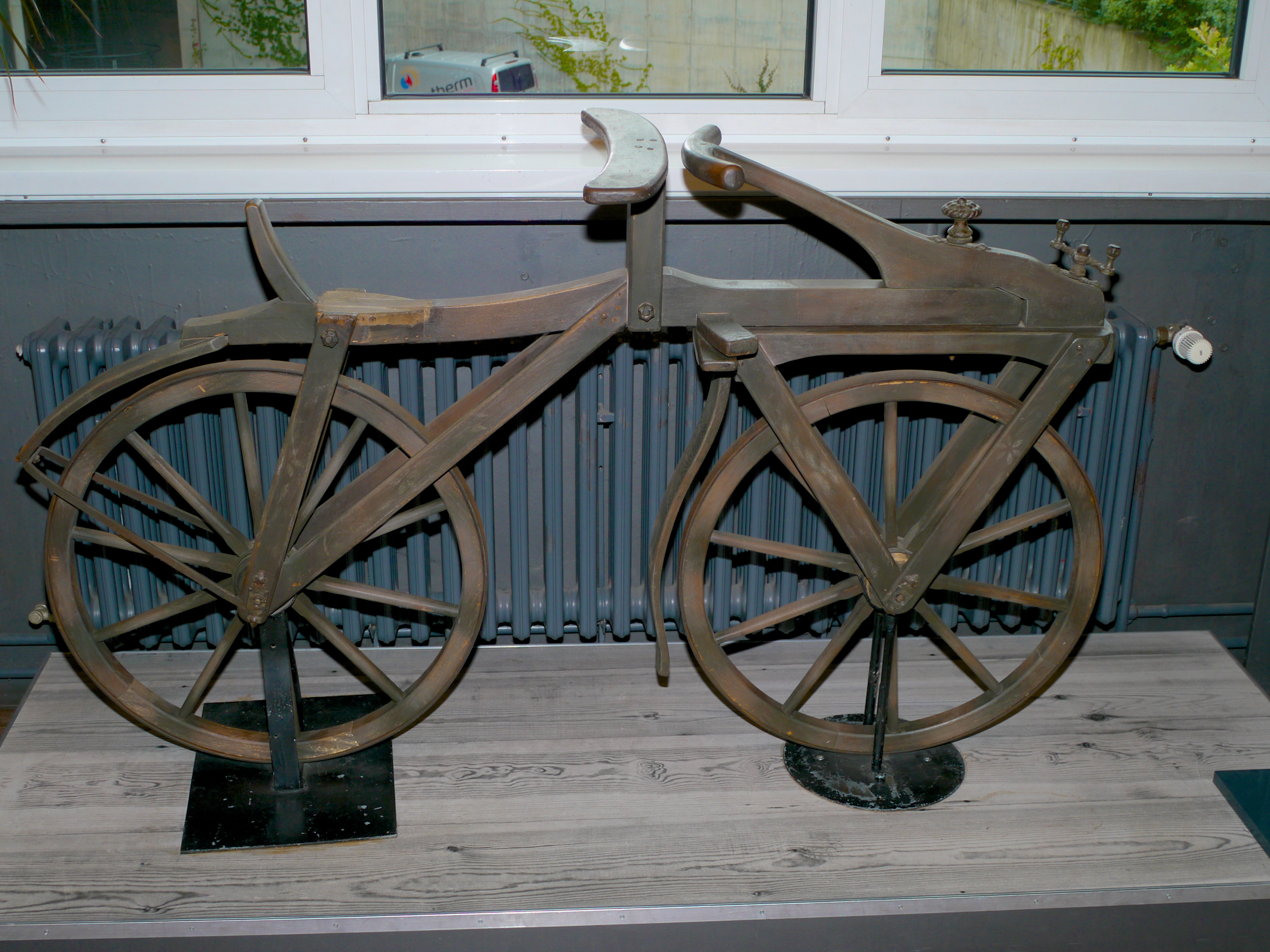
1817. La draisienne, ancêtre du vélo. C'est par hasard que le baron von Drais découvrit que le guidon lui servait à conserver l'équilibre.

- 1816. La draisienne (qui donnera naissance au vélo), à la suite d'un incroyable concours de circonstances : l'explosion du volcan Tambora en Indonésie en 1815, et en 1816, un nuage de cendres sur le monde entier, une année sans été aux États-Unis, en Europe et en Allemagne, et pas de fourrage. Karl Drais, pour ménager son cheval, imagine d'équiper de roues un cheval de bois d'école d'équitation. Il n'en garde que l'essentiel, cela devient la draisienne dont le guidon, à l'origine, est fixe. Sur la ligne droite Mannheim-Schwetzingen, il réalise vite son record : 14,4 km en 1 heure, le 12 juillet 1817. C'est par hasard, voulant aller de Gernsbach à Baden-Baden par une route sinueuse qu'il découvre que le guidon orientable lui sert à se diriger mais, plus que cela, à conserver l'équilibre par une dynamique encore mal expliquée aujourd'hui (mais qui n'est pas l'effet gyroscopique). Ce sera le sport à la mode aux États-Unis (Philadelphie, New York) durant l’été 1819.
- 1839. Le daguerréotype par Louis Daguerre. Au début de ses expériences, les clichés de Daguerre étaient très pâles et disparaissaient au bout de quelques heures. Un jour, il rangea une des plaques d'exposition dans un placard. Plusieurs jours plus tard, en la cherchant, il se rappela l'endroit et demeura surpris du changement sur la plaque. L'image s'était intensifiée. Il chercha donc à comprendre le processus. Il s'interrogea si les assiettes dans le placard avait un effet, de par leur composition et leur revêtement chimique. Il retenta l'expérience en enlevant une à une les assiettes jusqu’à la dernière. Même vide, le vaisselier fonctionnait encore. Il remarqua quelques taches de mercure sur l'étagère, et comprit que c'était la vapeur de mercure qui était à l'origine de l'intensification de l'image. Il rendit ainsi hommage à son ami défunt et chercheur avec lui de la photographie, Nicéphore Niépce.
- 1873. Découverte fortuite du moteur électrique à l'occasion de l'exposition universelle de Vienne par Zénobe Gramme et Hippolyte Fontaine. Une dynamo s'est mise en mouvement à la suite de l'activation d'une autre dynamo distante à laquelle elle était branché.
- 1877. Le phonographe par Thomas Edison. Il cherchait à améliorer le transmetteur de son télégraphe quand il remarqua que le mouvement du ruban de papier dans celui-ci produisait un bruit ressemblant à des mots. Il expérimenta aussitôt sur un cylindre recouvert d'une feuille d'étain. À sa surprise, le cylindre enregistra son message « Mary had a little lamb ».

- 1898. L'Ivory Soap de Procter & Gamble.

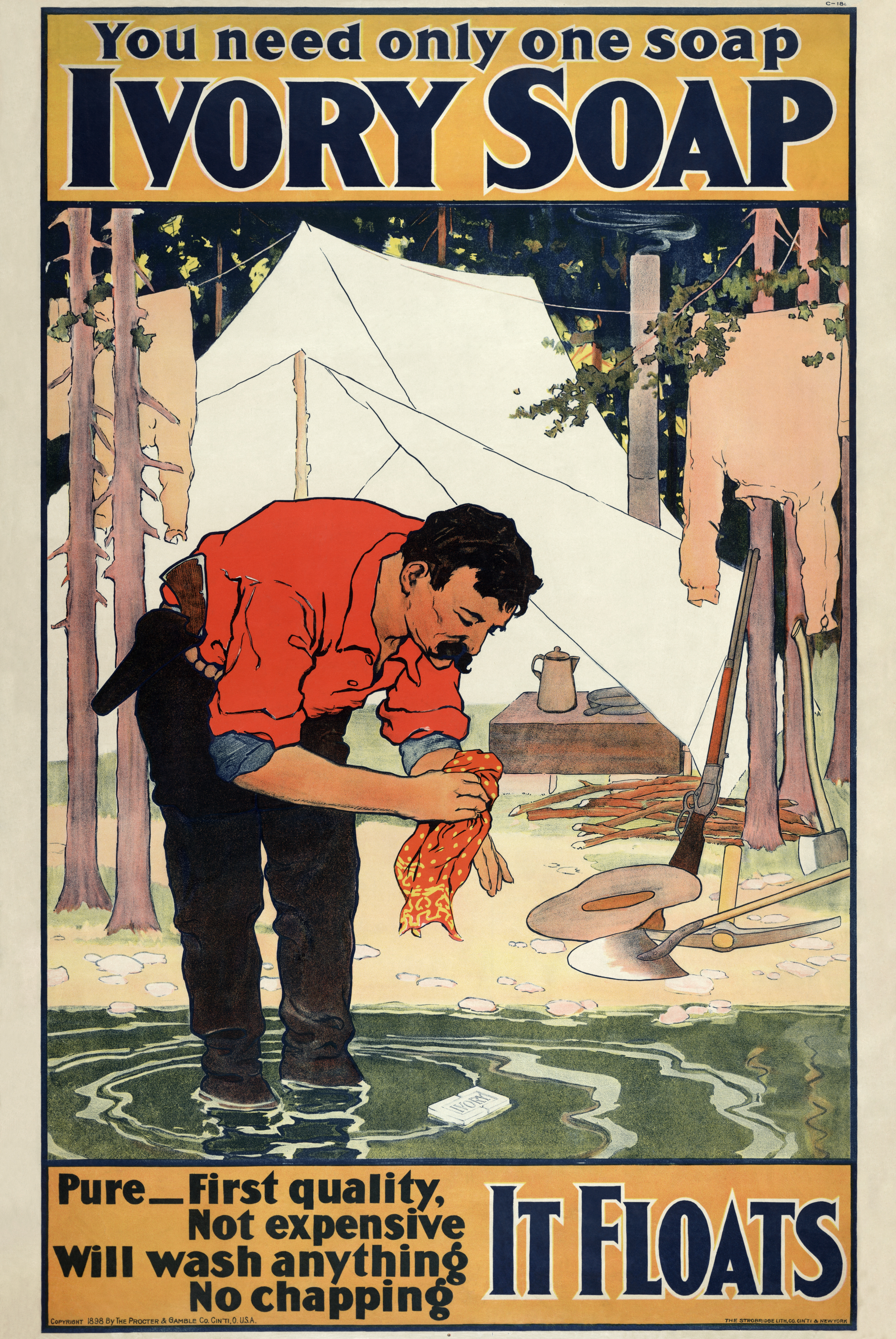
1898 Ivory Soap.

- 1908. La Cellophane par Jacques Brandenberger.

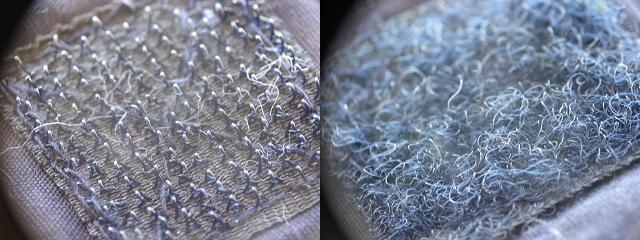
1941. Le Velcro, inventé par Georges de Mestral après l'observation au microscope des crochets naturels de la bardane.

- 1941. Le Velcro découvert par Georges de Mestral. En se promenant dans les bois, l'ingénieur suisse observa que la bardane s'accrochait à son pantalon de velours. Intrigué, il regarda de plus près la forme des crochets de la plante et les boucles du tissu de son pantalon. Ainsi, il inventa le Velcro, dont le nom est le raccourci pour signifier « VELours CROchet ».
- 1945. Le four à micro-ondes. Inventé par l'Américain Percy Spencer. Cet ingénieur physicien travaillait chez Raytheon, l'un des leaders mondiaux dans les équipements de radars. En arrêt momentané devant le composant clé d'un radar, le magnétron, en fonctionnement, il s'aperçut que la barre de chocolat au lait, une Mr. Goodbar, qu'il avait placée par inadvertance dans la poche de sa chemise, avait commencé à fondre.

Il en déduisit que les tubes utilisés pour les radars produisaient de la chaleur. Pour en être sûr, il approcha un sac rempli de grains de maïs. Ces derniers éclatèrent rapidement pour se transformer en pop-corn. Il déposa alors le brevet du micro-ondes, le 8 octobre 1945. Le micro-ondes porta à ses débuts le nom de « Radarange » en 1954. Lourd et plutôt cher, il était d'abord destiné aux cuisines d'hôpitaux, aux cantines militaires et à la restauration collective (chemin de fer, bateaux). Il mesurait alors deux mètres de haut.

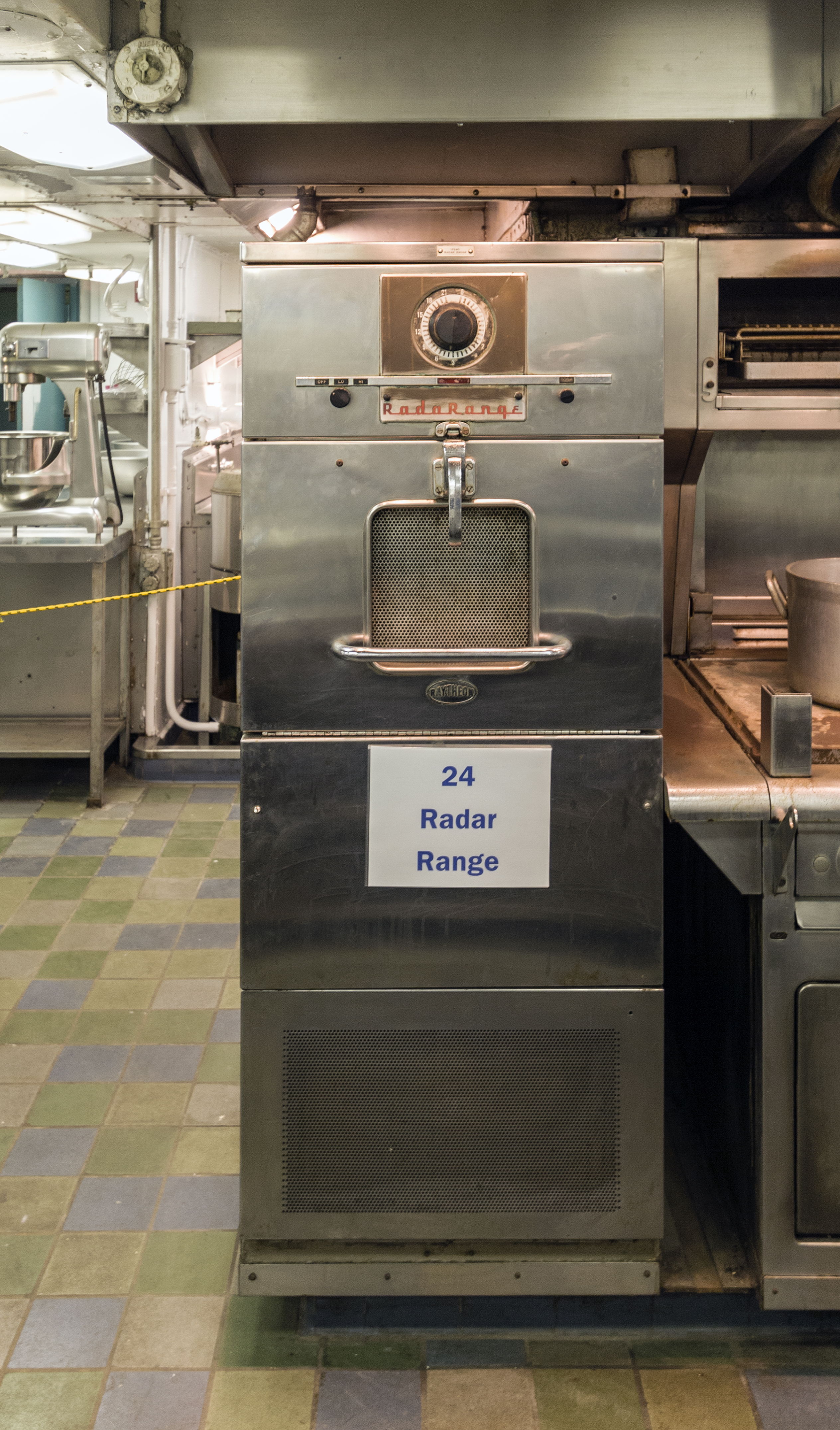
1945. Raytheon RadaRange.
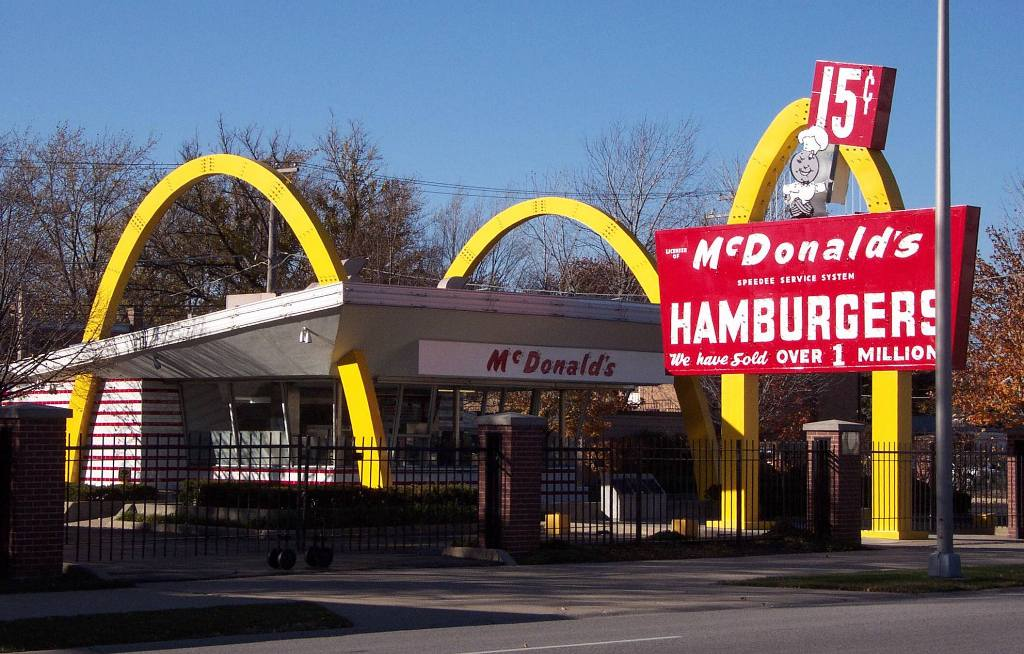
1954. Le premier McDonald's.
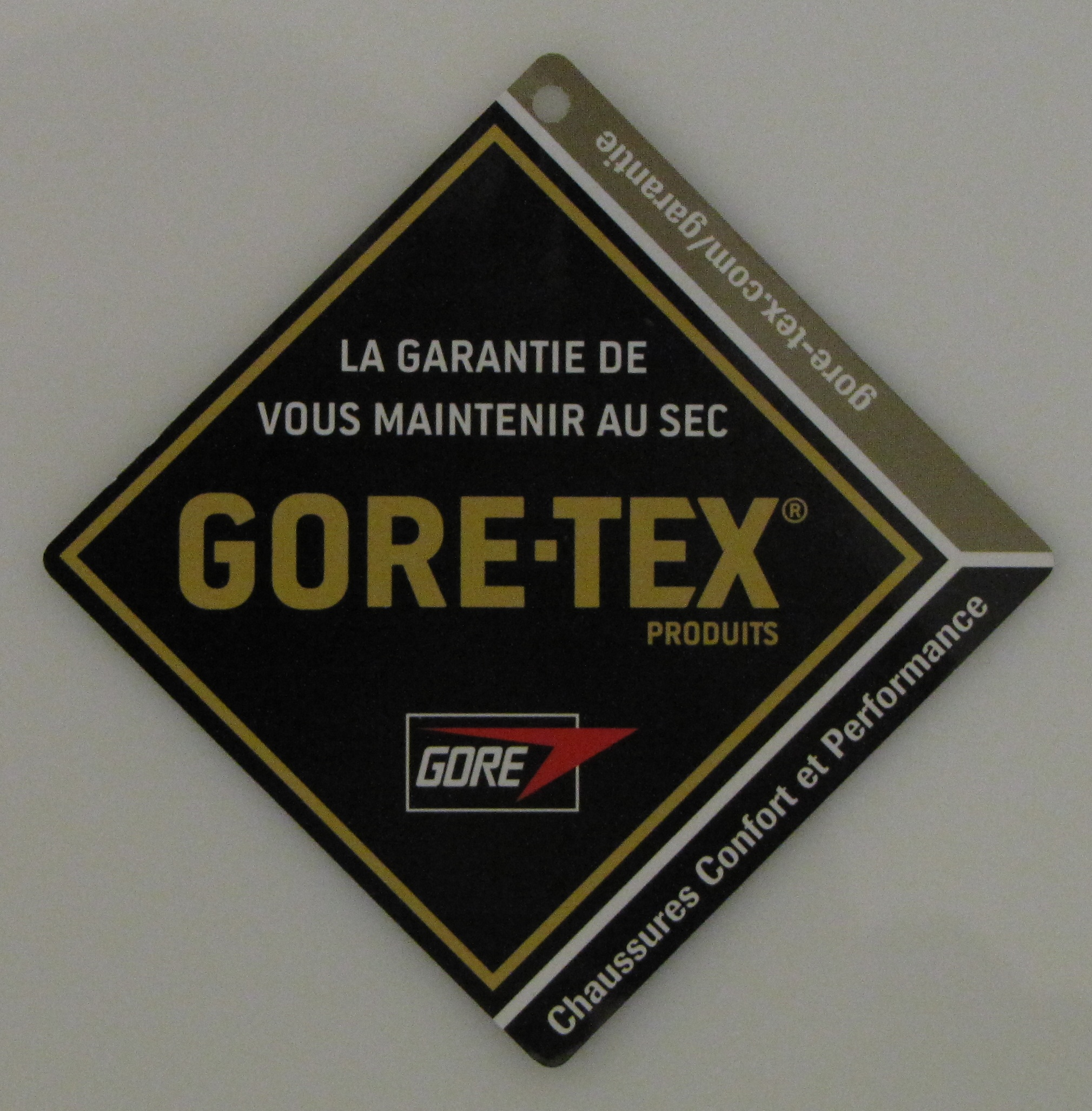
1970. Le Gore-Tex.
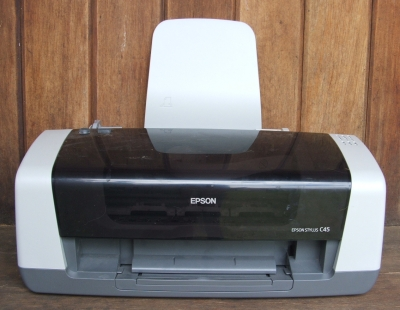
1977. L'imprimante à jet d'encre.

- 1951. La Super Glue en 1942 par Harry Coover[33]. Une découverte faite en 1942. Jugée alors sans intérêt. Redécouverte en 1951 et transformée en innovation en 1958. Puis l'utilisation en tant que pansement liquide.
- 1954. McDonald's par Ray Kroc
- 1953. Le Scotchgard (en)[34] de Patsy Sherman (en) chercheuse chez 3M[35]
- 1970. Le Gore-Tex par Robert W. Gore de W. L. Gore and Associates. Il découvre les caractéristiques de la fibre en tirant violemment dessus dans un mouvement d'humeur.
- 1977. L'imprimante à jet d'encre par Ichiro Endo de chez Canon, qui fit un jour un faux mouvement. Son fer à souder chaud tomba sur une seringue d'encre et sa pointe chaude entra en contact avec le col de la seringue, faisant s'en échapper une petite éclaboussure d'encre.

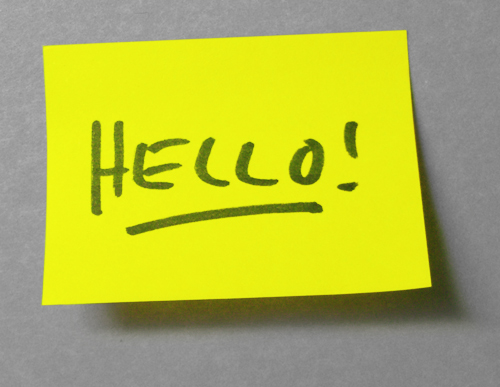
1980. Le Post-it.

- 1980. Le Post-it par Spencer Silver et Arthur Fry chez 3M. Arthur Fry, le dimanche, chanteur dans la chorale de Saint-Paul, avait pour habitude de marquer les hymnes du jour au moyen de petites feuilles de papier, mais celles-ci glissaient au moindre mouvement. Il se rapprocha d'un de ses collègues, Spencer Silver, qui, en 1974, l'avait informé qu'il cherchait une nouvelle formule de colle forte. Or, se trompant dans les dosages, il avait obtenu par erreur une colle à faible pouvoir adhésif.

### Sports
La sérendipité comprise comme l'exploitation d'un concours de circonstances contingentes.
- 1965. Les rollers. Inventés au départ par Yoshisada Horiuchi, pour permettre l'entrainement l'été de l'équipe japonaise de hockey sur glace. Détournés de leur usage initial. Relancé en 1979 par l'invention des roues en polyuréthane.
- 1965. Le scooter des mers. Inventé par Clayton Jacobson II, banquier, qui fait du motocross, n'aime pas se salir et habite Lake Havasu City — au bord du lac Havasu — dans l'Arizona. William Hamilton avait inventé l'hydrojet loin de là, en Nouvelle-Zélande, en 1954, mais avait fait effectuer une démonstration dans les rapides du Colorado en 1960.

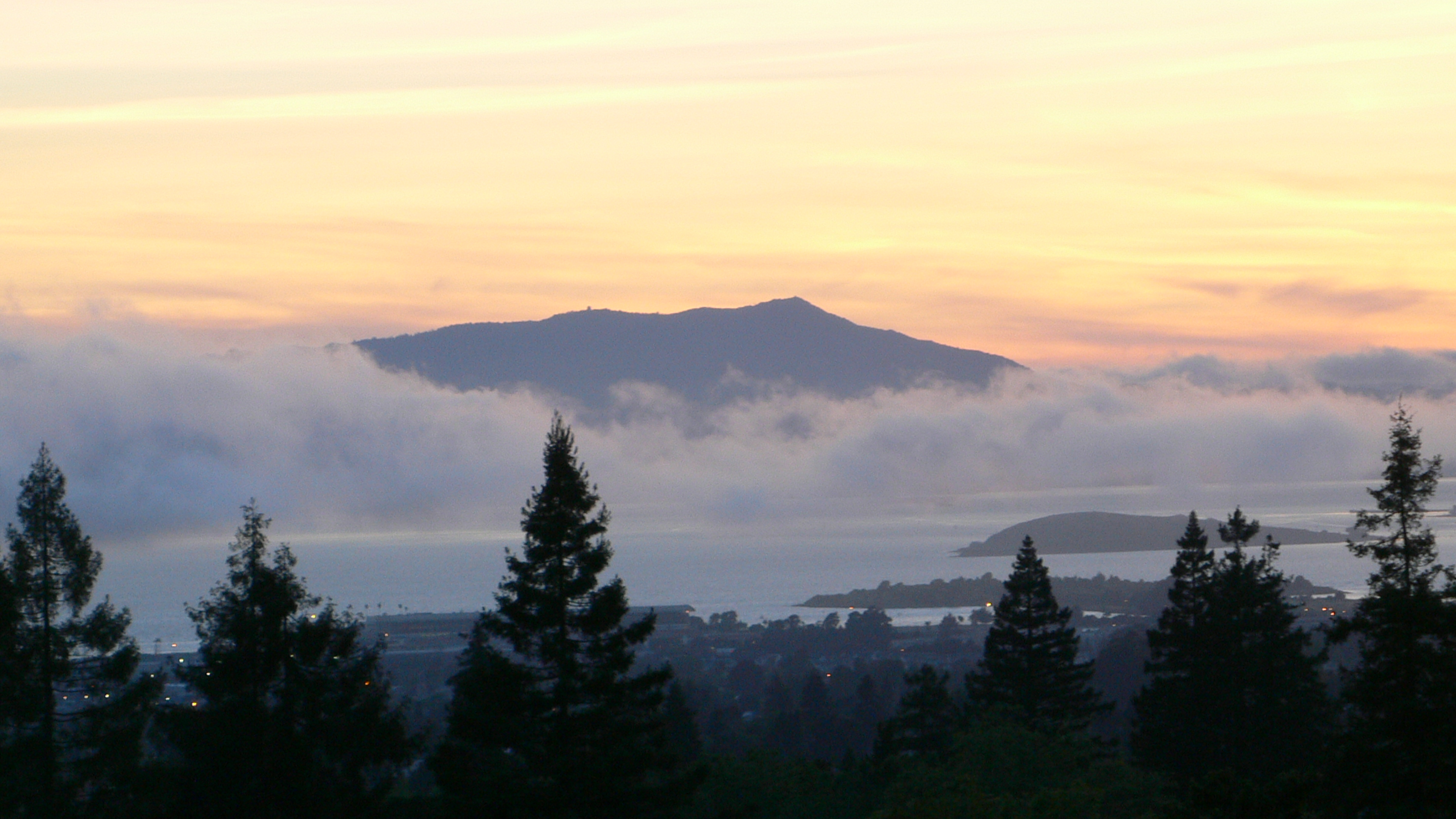
1974. Les monts Tamalpais à 10 km de San Francisco.

- 1974. Le VTT inventé par Joe Breeze et Gary Fisher. La proximité des monts Tamalpais[37] — 785 m d'altitude — à 15 km de San Francisco. Les courses de descente « Repack ». Ils cherchaient à descendre les sentiers le plus vite possible. Ils inventent un nouveau sport de loisir, un nouveau marché et une discipline olympique.
- 1976. Le skateboard. Réinventé avec succès à la suite de la sécheresse qui vide les piscines de Santa Monica et de Venice, près de Los Angeles, et en fait des aires de jeux pour les Z-Boys.

### Jouets
- 1943. Le Slinky. Richard T. James (en), un ingénieur naval américain cherche à développer des ressorts qui pourraient supporter et stabiliser des instruments très sensibles aux chocs à bord de bateaux affrontant des tempêtes. Il en fait tomber un d'entre eux par inadvertance d'une étagère et celui-ci rebondit et se met à marcher. Il en fait un jouet.

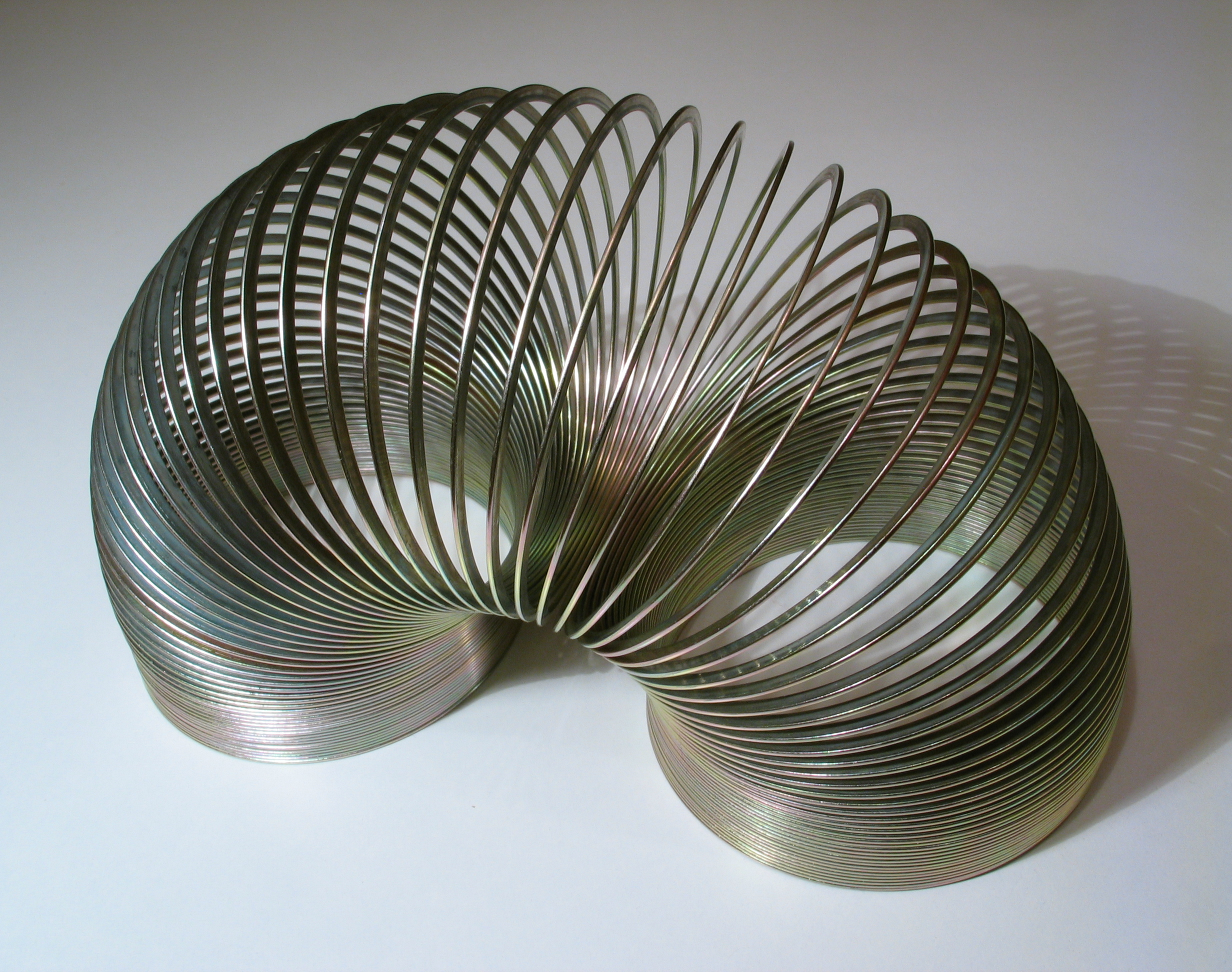
1943. Le Slinky.
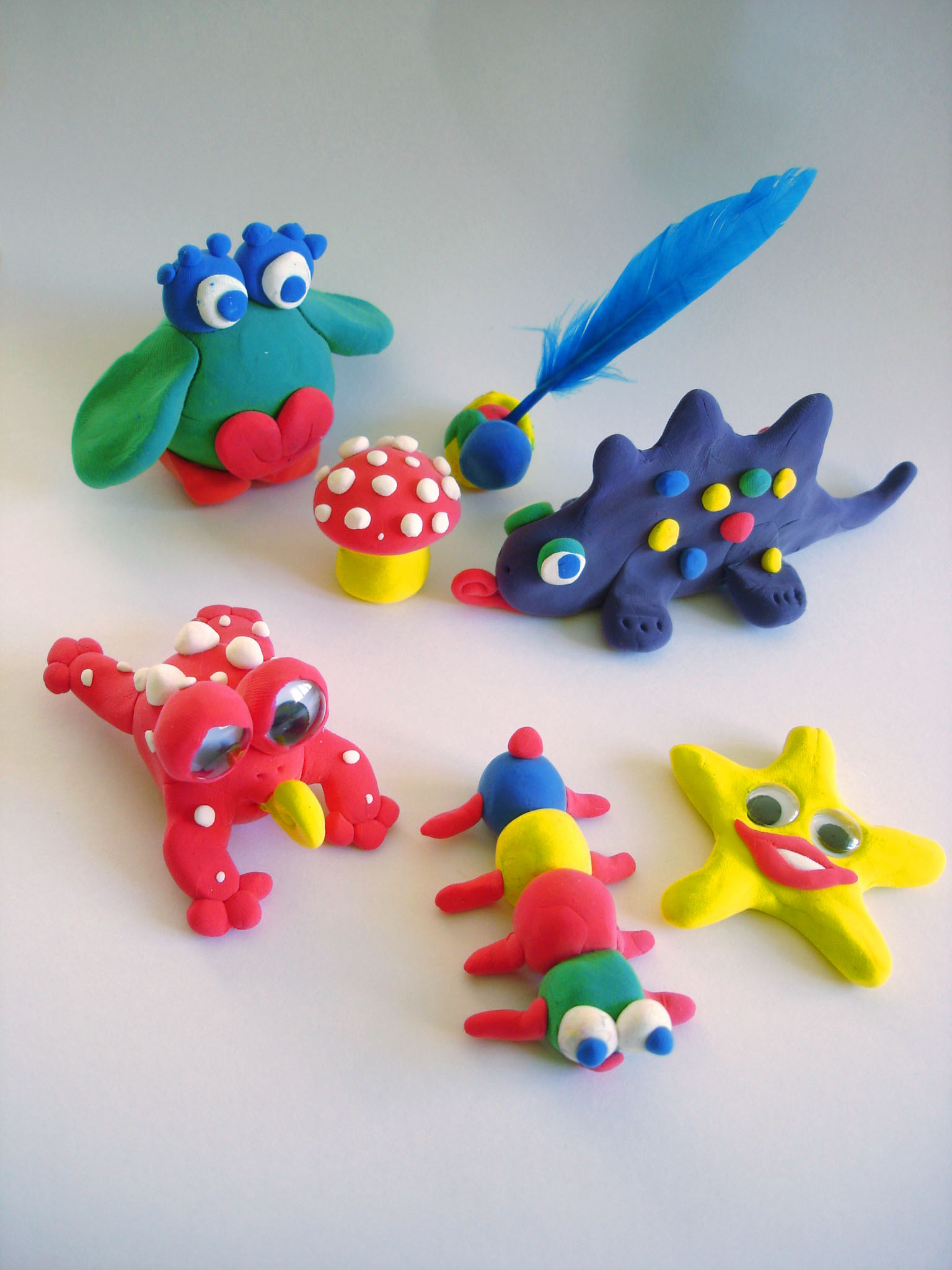
1956. Le Play-Doh.

- 1943. Le Silly Putty.
- 1956. Le Play-Doh. Pâte créée au départ dans les années trente par Noah McVicker pour nettoyer le papier peint. Dans les années cinquante, l'entreprise périclite mais le neveu de McVicker, Joseph, découvre que les enfants des écoles s'en servent comme pâte à modeler pour faire des décorations d'arbre de Noël et la repositionne avec succès comme jouet. Un des cent jouets du XXe siècle. Commercialisé en France en 1964. Racheté en 1991 par Hasbro.

## Produits alimentaires

### Pâtisseries

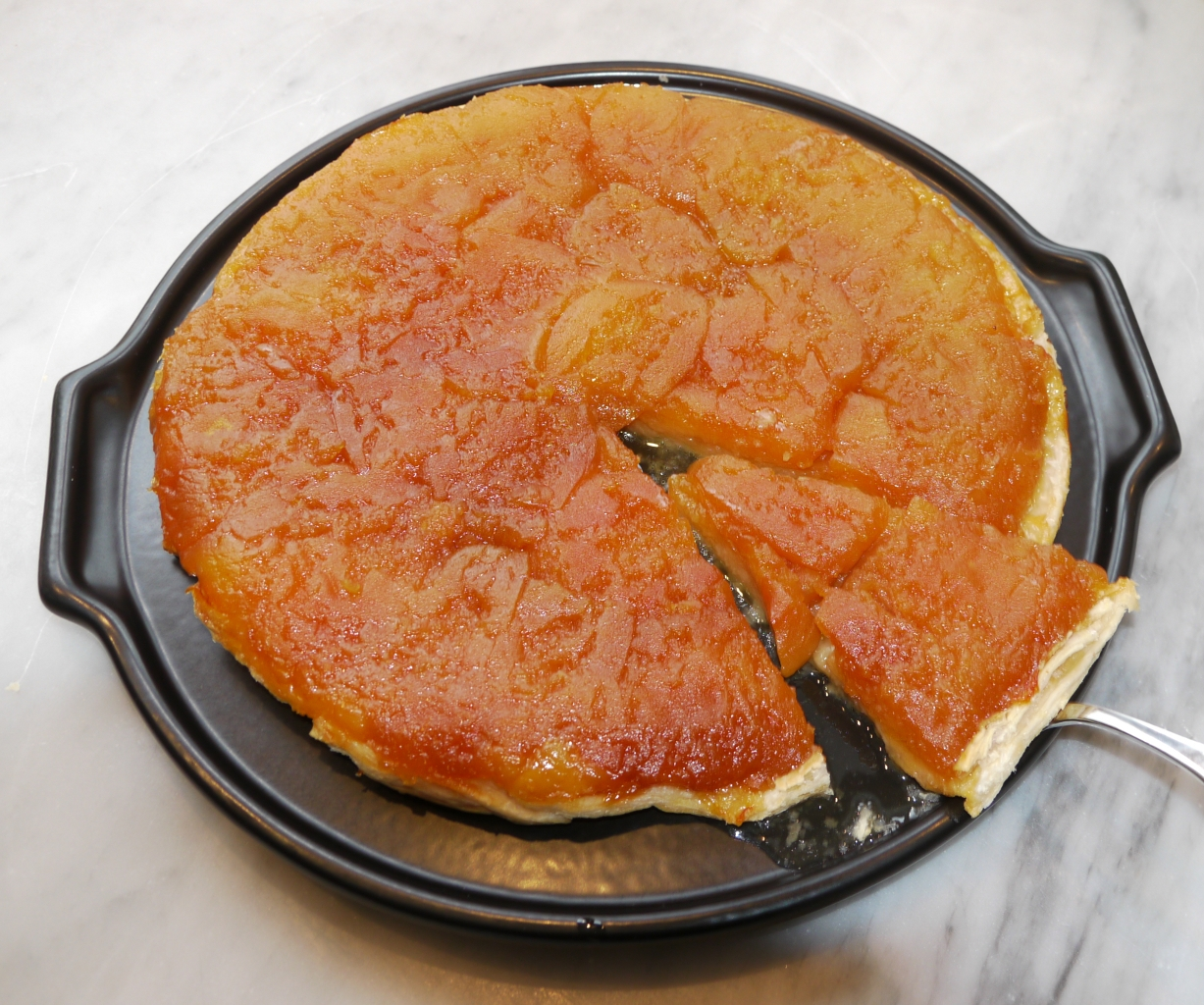
La recette de la tarte Tatin aurait été mise au point par accident.

- 1898. Selon l'histoire locale, la tarte Tatin fait suite à une maladresse d'une des deux sœurs Tatin, Caroline et Stéphanie Tatin. Fins cordons bleus mais étourdies, leur spécialité était la tarte aux pommes. Un jour, dans le coup de feu de midi, Stéphanie mit sa tarte complètement à l'envers dans le fourneau. La pâte et les pommes furent sens dessus dessous. Cependant, elles servirent le résultat sans laisser refroidir.

### Confiseries
- 1830. Les bêtises de Cambrai vers 1830 par Émile Afchain, futur fondateur de la maison Afchain à Cambrai qui récupère à son profit (sérendipité avec effet témoignage) une légende datant du XIIIe siècle. Apprenti confiseur chez ses parents à Cambrai, Émile Afchain commet une erreur en fabriquant une commande de bonbons. Malgré cette bêtise, ces bonbons rafraîchissants et digestifs furent un succès commercial.
- 1946. Nutella, la pâte à tartiner. Durant l’été 1946, Pietro Ferrero, pâtissier du Piémont, imagine un gâteau dont le dessus serait à base d’une crème au chocolat, une ganache[38]. Mais, les fèves de cacao sont rares en Italie au lendemain de la guerre. En remplacement, Pietro Ferrero sait que le Piémont est une région riche en noisetiers. Il remplace une partie du cacao manquant par des noisettes broyées. Son Giandujot est une sorte de pain au chocolat recouvert d’une crème au beurre, au cacao et à la noisette. Trois ans plus tard, l'été est caniculaire à Alba, dans le Piémont. Pietro Ferrero prépare sa ganache pour couvrir ses gâteaux. Mais, au cours de la journée, celle-ci fond, ce qui la rend plus crémeuse et exalte ses propriétés gustatives. Aussitôt, Michele Ferrero, le fils de Pietro, adapte cette crème et la vend sous le nom de Supercrema. En 1964, il améliore la crème et la nomme « Nutella » (combinaison de nut (noisette en anglais) et du suffixe italien ella (qui lui donne de la douceur et de la sensualité).
- 1954. Le Carambar. Le bonbon caramel en barre est créé en 1954 dans l'usine de chocolat Delespaul-Havez, dans le nord de la France. Pour écouler des excédents de chocolat, un contremaitre imagine y mêler du caramel. Cependant, la machine se dérègle. Au lieu de débiter des bonbons carrés, elle produit des petites barres allongées, ce qui donne naissance au Carambar.

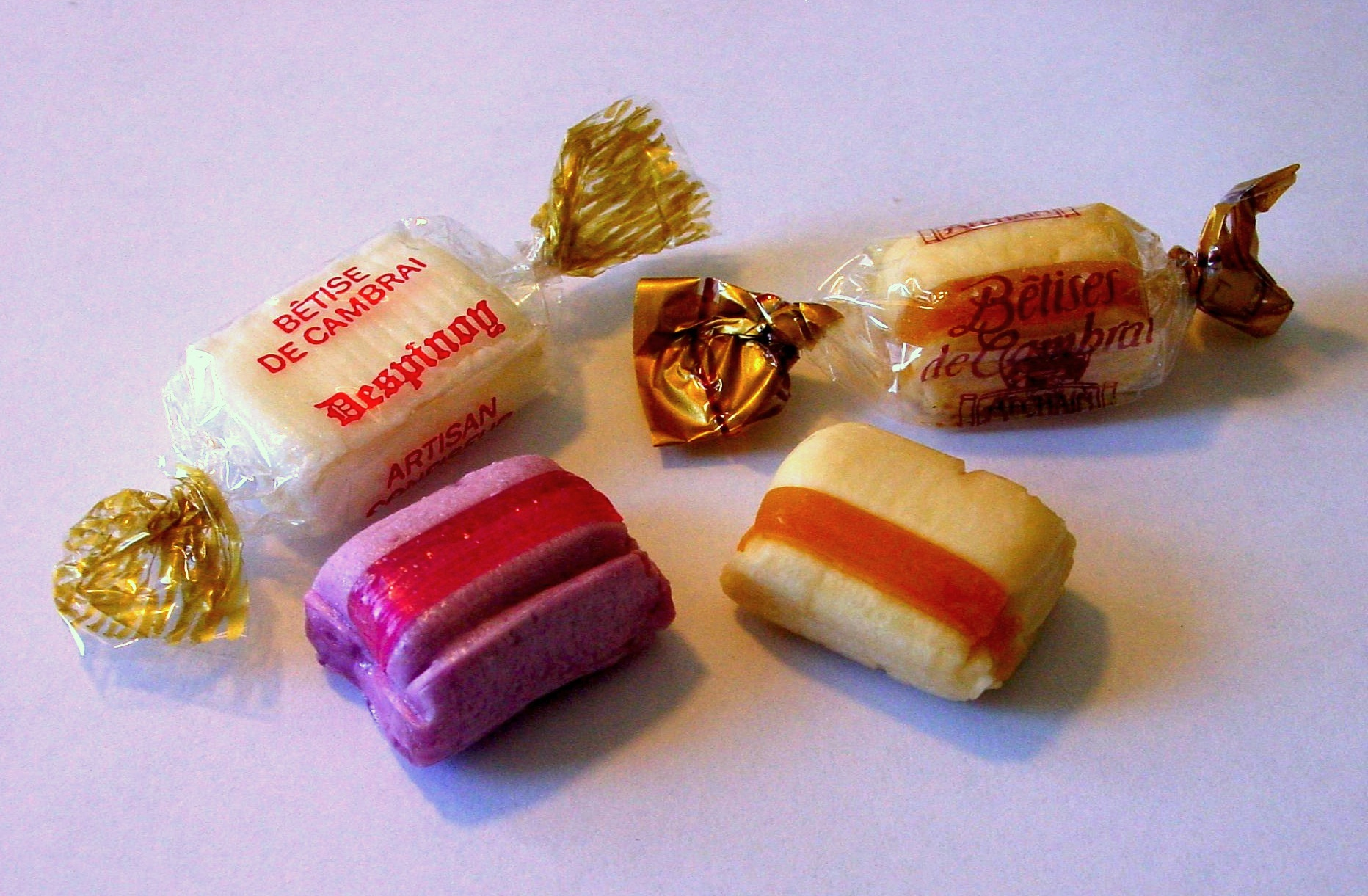
1830. Bêtises de Cambrai.

- La glace à l'eau (popsicle) inventée par Franck Epperson.
- Les flocons de maïs de J. H. Kellogg.

### Boissons
- 1589. Le Pineau des Charentes : Selon la légende, le pineau des Charentes est le fruit du hasard et a été créé par un vigneron charentais. L'homme versa par erreur du moût de raisin dans une barrique qui contenait de l'eau de vie de cognac. Lorsque la barrique fut ouverte quelques années plus tard, le pineau des Charentes était né.
- 1886. Le Coca-Cola. John Styth Pemberton, pharmacien d'Atlanta (Géorgie), veut créer un nouveau médicament, une sorte de sirop désaltérant. Il met au point un mélange d'extrait de noix de kola, de sucre, de caféine, de feuilles de coca et d'extraits végétaux. La boisson est mise en vente à la soda-fountain de la Jacob's Pharmacy. Un jour, le serveur a l'idée de diluer le sirop avec de l'eau gazeuse : le Coca-Cola est né.
- Le sauternes. L'histoire mentionne qu'au XVIe siècle, un printemps et un été chaud se succédèrent. Les raisins étaient précoces. Puis il s´est mis à pleuvoir sur le Sauternais, repoussant ainsi la date des vendanges. Quelques jours plus tard, les raisins étaient recouverts d´une fine pourriture brune. Cependant, les vignerons tentèrent la fermentation. Et, la grande surprise fut que le goût n'était pas putride mais possédait une puissance aromatique exceptionnelle.
- Le vin de glace (Eiswein) fut découvert de façon accidentelle. Des viticulteurs de la région de Franconie, en Allemagne, furent surpris par les gelées précoces de leur vignoble en 1794. Ils pressèrent toutefois les grappes. Agréablement surpris par le résultat, ils laissèrent les années suivantes le raisin mûrir jusqu'à la maturité en espérant des gelées pour reproduire les mêmes arômes.
- Le madère.
- La champagnisation par Dom Pérignon.

### Autres produits alimentaires
- Le bleu (fromage) comme le roquefort sans oublier le Stilton Cheese (Angleterre) grâce à Cooper Thornhill qui le faisait acheminer dans son auberge à 130 km du lieu de production ou le Gorgonzola (Italie).
- 1838 : la Sauce Worcestershire.

## Annexe sémantique
Si l'on veut tirer des leçons utiles des exemples donnés ci-dessus, il faut préciser le sens de certains mots et expressions.

### Découverte et invention
Si dans certains domaines (en astronomie, en géographie, etc.) on peut distinguer facilement entre découverte et invention — entre découvrir et inventer —, dans d'autres domaines (archéologie, chimie, etc.), c'est difficile.

#### Innovation
Une innovation est une découverte ou une invention commercialisée pour la première fois avec succès par une entreprise sous un nom de marque. Le sildénafil est une découverte (1996) due à un concours de circonstances. Le Viagra (1998) de Pfizer est une innovation due à un repositionnement.

### Par accident ou par hasard
L'expression « par accident » est une locution adverbiale qui ne veut pas forcément dire qu'il y ait eu « accident », mais le plus souvent un incident comme celui qui a permis la découverte du Téflon. L'adverbe correspondant est « accidentellement ». Un bon synonyme est « concours de circonstances ».
« Par hasard », locution adverbiale, qui indique une manière de faire, ne veut pas dire que le hasard soit intervenu. Pas d'adverbe correspondant. Un synonyme : fortuit, avec un adverbe : fortuitement.

#### Par chance
L'expression « par chance » est, elle aussi, une locution adverbiale. Elle ne veut pas forcément dire que la chance, concept flou et ambigu, soit intervenue.
Lorsque Pasteur souligne que, dans le champ de l'observation, la chance favorise les esprits préparés, il veut parler de bonne fortune.